# 가상 현실

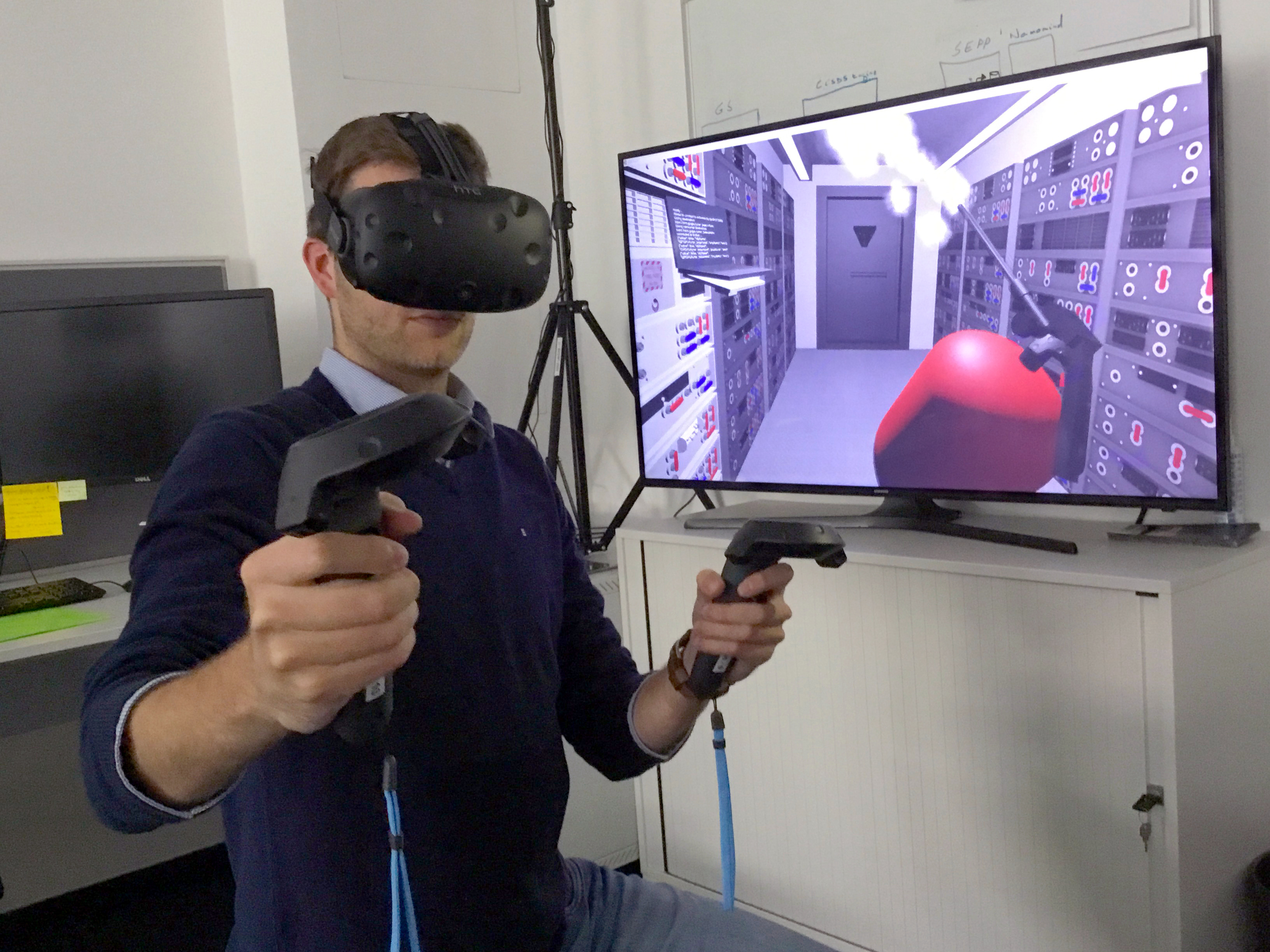
독일 다름슈타트의 유럽 우주국 연구원들이 VR 헤드셋과 모션 컨트롤러를 장착하고, 미래에 우주비행사들이 가상 현실을 사용하여 달 서식지 내에서 화재 진압 훈련을 하는 방법을 시연한다.

가상현실(假想現實, 영어: virtual reality, VR)은 사용자에게 가상 세계에 몰입하는 느낌을 주기 위해 3D 근안 디스플레이와 자세 추적을 사용하는 시뮬레이션 경험이다. 가상 현실의 응용 분야에는 엔터테인먼트(특히 비디오 게임), 교육(의료, 안전 또는 군사 훈련 등), 연구, 비즈니스(가상 회의 등) 등이 있다. VR은 현실-가상 연속체의 핵심 기술 중 하나이다. 따라서 확장된 가상 현실 및 증강 현실과 같은 다른 디지털 시각화 솔루션과는 다르다.
현재 표준 가상 현실 시스템은 가상 현실 헤드셋 또는 다중 투사 환경을 사용하여 사용자의 가상 환경 내 물리적 존재감을 시뮬레이션하는 현실적인 이미지, 소리 및 기타 감각을 생성한다. 가상 현실 장비를 사용하는 사람은 인공 세계를 둘러보고, 그 안에서 움직이며, 가상 기능이나 항목과 상호 작용할 수 있다. 이 효과는 일반적으로 눈 앞에 작은 화면이 있는 헤드 마운티드 디스플레이로 구성된 VR 헤드셋에 의해 생성되지만, 여러 개의 대형 화면이 있는 특별히 설계된 방을 통해서도 생성될 수 있다. 가상 현실은 일반적으로 오디오 및 비디오 피드백을 통합하지만, 햅틱 기술을 통해 다른 유형의 감각 및 힘 피드백도 허용할 수 있다.

## 어원
"가상"이라는 단어는 1400년대 중반부터 "실제로는 아니지만 본질적으로 또는 효과적으로 존재하는 것"이라는 의미를 지녔다. "가상"이라는 용어는 1959년부터 컴퓨터 분야에서 "물리적으로 존재하지 않지만 소프트웨어로 나타나게 만든"의 의미로 사용되었다.
1938년 프랑스 아방가르드 극작가 앙토냉 아르토는 에세이집 Le Théâtre et son double에서 연극 속 인물과 사물의 환상적 성격을 "la réalité virtuelle"로 묘사했다. 이 책의 영어 번역본은 1958년 연극과 그 두 개의 자아라는 제목으로 출판되었는데, 이것이 "가상 현실"이라는 용어가 출판물에서 처음 사용된 사례이다. 마이런 크루거가 만든 용어인 "인공 현실"은 1970년대부터 사용되었다. "가상 현실"이라는 용어는 데미언 브로더릭의 1982년 소설 『유다스 만다라』에서 공상 과학 맥락에서 처음 사용되었다.
"가상 현실"이라는 용어가 대중 매체에 널리 퍼진 것은 1980년대 후반 자신의 회사인 VPL 리서치에서 최초의 상업용 가상 현실 하드웨어 일부를 설계한 재런 러니어와 가상 현실 시스템의 사용을 특징으로 하는 1992년 영화 론머 맨 덕분이다.

## 형태와 방법

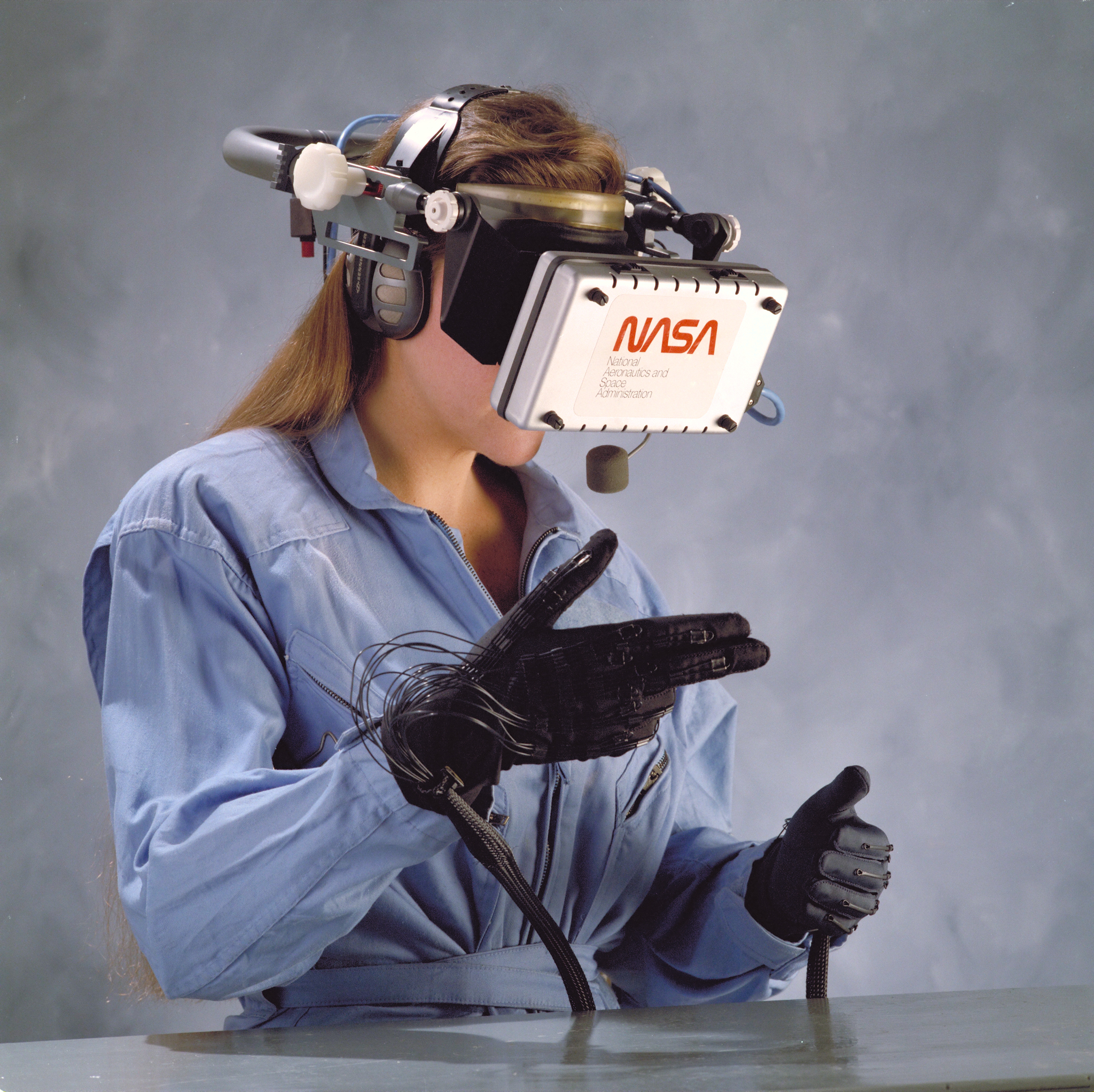
1990년경 미국 항공 우주국 에임스에서 가상 인터페이스 환경 워크스테이션(VIEW)을 제어하는 작업자

가상 현실을 구현하는 한 가지 방법은 시뮬레이션 기반 가상 현실을 이용하는 것이다. 예를 들어, 운전 시뮬레이터는 운전자의 입력에 따라 차량 움직임을 예측하고 그에 상응하는 시각, 동작, 청각 신호를 제공함으로써 운전자가 실제로 차량을 운전하는 듯한 인상을 준다.
아바타 이미지 기반 가상 현실을 통해 사람들은 실제 비디오뿐만 아니라 아바타 형태로도 가상 환경에 참여할 수 있다. 기존 아바타 또는 실제 비디오 형태로 3D 분산 가상 환경에 참여할 수 있다. 사용자는 시스템 기능에 따라 자신의 참여 유형을 선택할 수 있다.
프로젝터 기반 가상 현실에서 실제 환경의 모델링은 로봇 내비게이션, 건설 모델링, 비행기 시뮬레이션 등 다양한 가상 현실 애플리케이션에서 매우 중요한 역할을 한다. 이미지 기반 가상 현실 시스템은 컴퓨터 그래픽스 및 컴퓨터 비전 커뮤니티에서 인기를 얻고 있다. 현실적인 모델을 생성할 때, 획득한 3D 데이터를 정확하게 등록하는 것이 필수적이며, 일반적으로 카메라를 사용하여 단거리의 작은 물체를 모델링한다.
데스크톱 기반 가상 현실은 특별한 VR 위치 추적 장비 없이 일반 데스크톱 디스플레이에 3D 가상 세계를 표시하는 것을 포함한다. 많은 현대 1인칭 비디오 게임은 사용자가 가상 세계에 있는 것처럼 느끼게 하는 다양한 트리거, 반응형 캐릭터 및 기타 상호 작용 장치를 사용하여 예시로 사용될 수 있다. 이 형태의 몰입에 대한 일반적인 비판은 주변시가 없어서 사용자가 주변에서 일어나는 일을 알 수 있는 능력이 제한된다는 것이다.

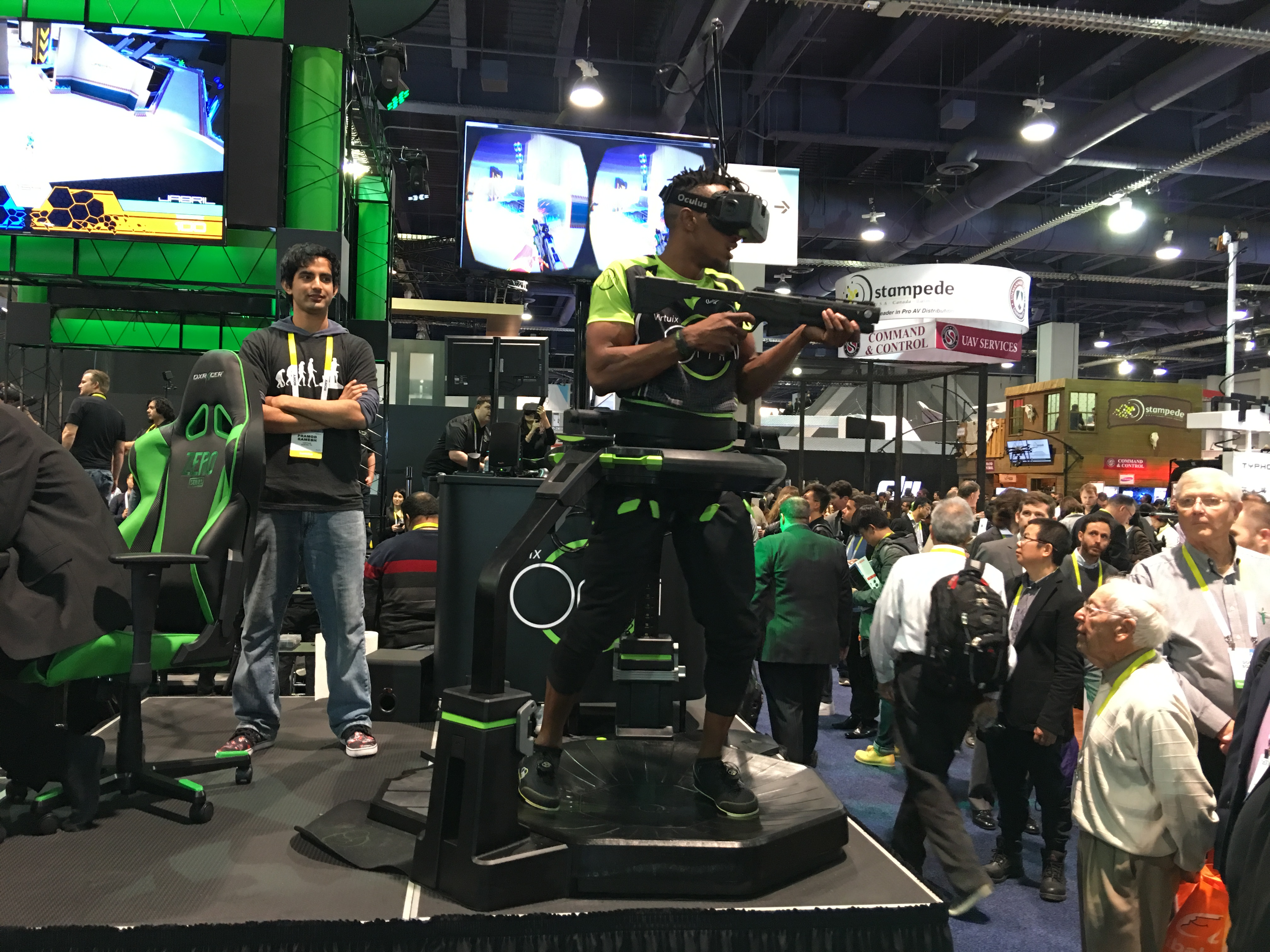
VR 컨벤션에서 사용되는 옴니 트레드밀

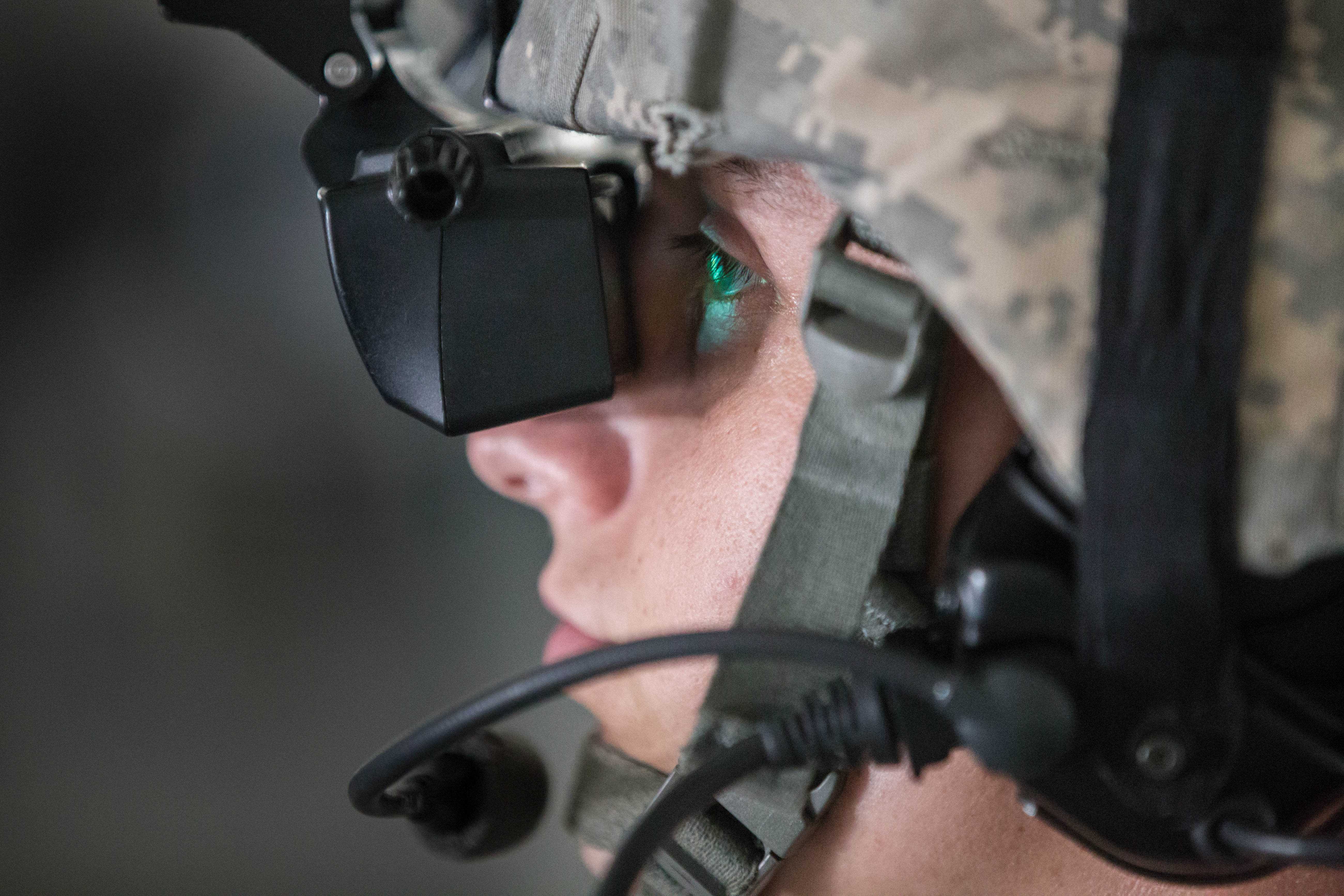
2015년 포트 레너드 우드에서 VR 훈련 헤드 마운티드 디스플레이를 들여다보는 미주리 주 방위군

헤드 마운티드 디스플레이 (HMD)는 사용자를 가상 세계에 더욱 완전히 몰입시킨다. 가상 현실 헤드셋은 일반적으로 스테레오스코피 그래픽 렌더링 3D 가상 세계를 위한 각 눈에 대한 별도의 이미지를 제공하는 두 개의 작은 고해상도 OLED 또는 LCD 모니터, 바이노럴 오디오 시스템, 6자유도를 위한 위치 및 회전 실시간 헤드 트래킹을 포함한다. 옵션에는 거의 또는 전혀 추상화 없이 가상 세계 내에서 직관적인 방식으로 물리적으로 상호 작용할 수 있는 햅틱 피드백이 있는 모션 컨트롤러와 사용자가 어떤 방향으로든 이동 동작을 수행할 수 있도록 물리적 움직임의 자유를 더 많이 제공하는 전방향 트레드밀이 포함된다.
증강 현실 (AR)은 사용자가 실제 환경에서 보는 것을 컴퓨터 소프트웨어로 생성된 디지털 콘텐츠와 혼합하는 가상 현실 기술의 한 유형이다. 추가적인 소프트웨어 생성 이미지는 일반적으로 가상 장면과 함께 실제 환경의 모습을 어떤 식으로든 향상시킨다. AR 시스템은 카메라 라이브 피드 위에 가상 정보를 헤드셋이나 스마트글래스 또는 모바일 장치를 통해 오버레이하여 사용자에게 3차원 이미지를 볼 수 있는 기능을 제공한다.
혼합 현실 (MR)은 현실 세계와 가상 세계를 병합하여 물리적 및 디지털 객체가 실시간으로 공존하고 상호 작용하는 새로운 환경과 시각화를 생성하는 것이다.
가상 공간은 때때로 네트워크화된 가상 현실로 정의된다.
시뮬레이션된 현실은 실제 현실만큼 몰입감 있는 가상 현실로, 진보된 실감 나는 경험 또는 가상 영원을 가능하게 한다.

## 역사

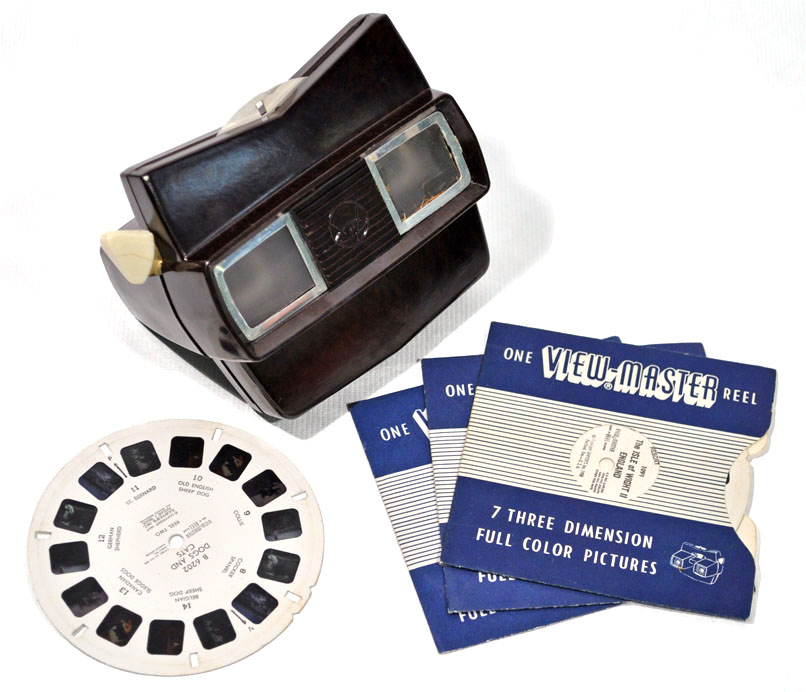
입체 시각 시뮬레이터인 뷰마스터, 1939년에 출시되었다.

르네상스 시대 유럽 예술에서의 원근법 발전과 찰스 휘트스톤 경이 발명한 입체경은 모두 가상 현실의 선구자였다. 가상 현실의 현대적 개념에 대한 첫 번째 언급은 공상 과학에서 비롯되었다.

### 20세기
모턴 헤일리그는 1950년대에 모든 감각을 효과적으로 포괄하여 시청자를 화면 활동으로 끌어들일 수 있는 "경험 극장"에 대해 썼다. 그는 1962년에 센소라마라는 비전의 프로토타입을 만들었으며, 여러 감각(시각, 청각, 후각, 촉각)을 활용하면서 그 안에서 재생될 5편의 단편 영화를 함께 제작했다. 디지털 컴퓨팅 이전의 센소라마는 기계 장치였다. 헤일리그는 또한 "텔레스피어 마스크"(1960년 특허)라고 부르는 것을 개발했다. 특허 출원서에는 이 장치가 "개인용 망원 TV 장치... 시청자는 완전한 현실감, 즉 움직이는 3차원 이미지(컬러, 100% 주변 시야, 바이노럴 사운드, 향기, 공기 흐름 포함)를 얻을 수 있다"라고 설명되어 있다.
1968년 하버드 교수 아이번 서덜랜드는 밥 스프롤을 비롯한 학생들의 도움을 받아 몰입형 시뮬레이션 애플리케이션에 사용하기 위한 최초의 헤드 마운티드 디스플레이 시스템인 다모클레스의 칼을 만들었다. 사용자 인터페이스와 시각적 사실성 모두에서 원시적이었고, 사용자가 착용해야 하는 HMD는 너무 무거워서 천장에 매달아야 했으며, 이는 장치에 엄청난 외관을 부여하고 그 이름의 영감을 주었다. 기술적으로 이 장치는 광학 투과(optical passthrough)로 인해 증강 현실 장치였다. 가상 환경을 구성하는 그래픽은 단순한 와이어프레임 모델 방이었다.

#### 1970–1990
1970년부터 1990년까지 가상 현실 산업은 주로 의료, 비행 시뮬레이션, 자동차 산업 디자인 및 군사 훈련 목적의 VR 장치를 제공했다.
데이비드 엠은 1977년부터 1984년까지 미국 항공 우주국의 제트추진연구소 (JPL)에서 탐색 가능한 가상 세계를 제작한 최초의 예술가가 되었다. 사용자가 세 가지 모드(여름, 겨울, 폴리곤) 중 하나로 애스펀 거리를 돌아다닐 수 있는 조잡한 가상 투어인 애스펀 영화 지도는 1978년 MIT에서 만들어졌다.

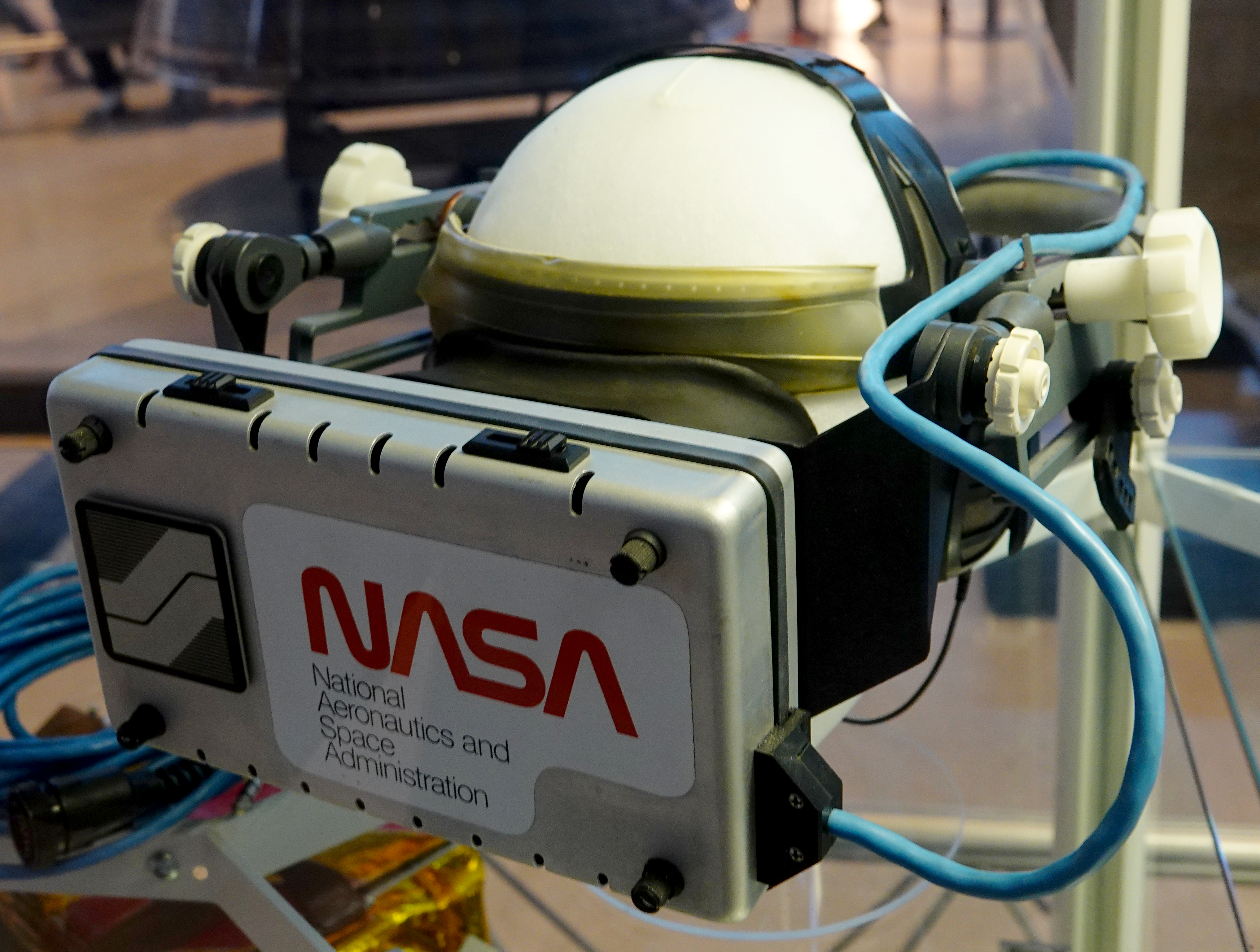
NASA 에임스의 1985년 VIEW 헤드셋

1979년, 에릭 하울렛은 LEEP(Large Expanse, Extra Perspective) 광학 시스템을 개발했다. 이 시스템은 넓은 시야를 가진 입체 이미지를 생성하여 설득력 있는 공간감을 만들어냈다. 시스템 사용자들은 장면의 깊이감과 그에 따른 사실성에 감탄했다. 원래의 LEEP 시스템은 NASA 에임스 연구 센터를 위해 1985년에 재설계되었고, 스콧 피셔의 첫 번째 가상 현실 설치인 VIEW(Virtual Interactive Environment Workstation)에 사용되었다. LEEP 시스템은 대부분의 현대 가상 현실 헤드셋의 기반을 제공한다.

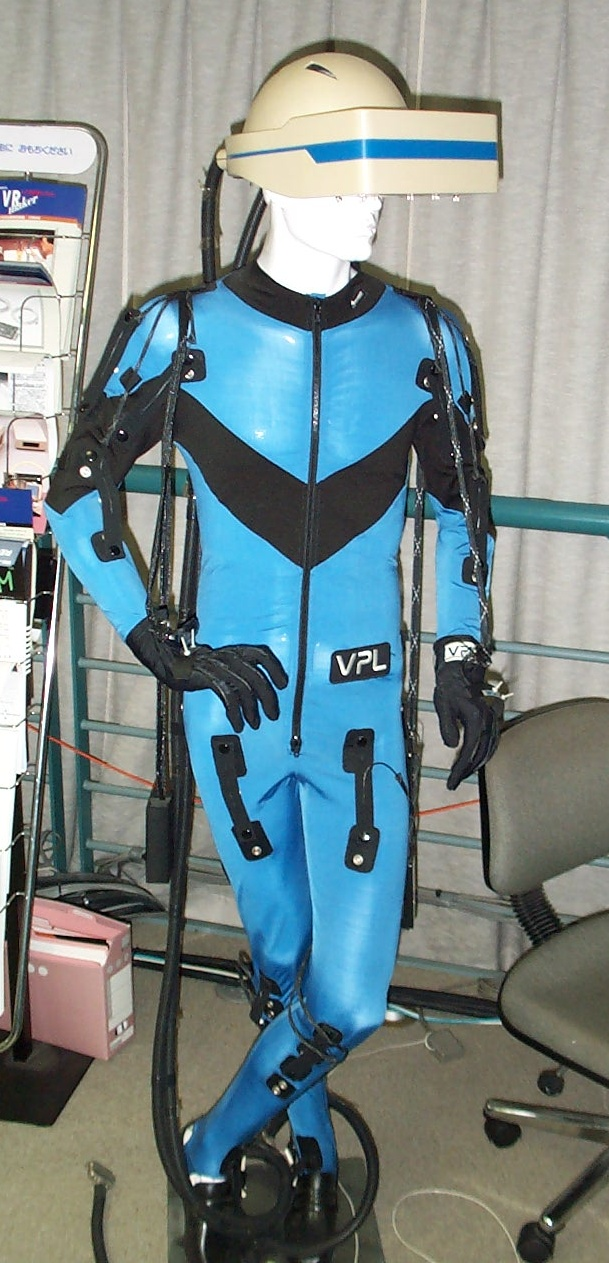
VPL 리서치 데이터 슈트. 팔, 다리, 몸통의 움직임을 측정하는 센서가 달린 전신 의상. 1989년경 개발. 도쿄 닛쇼 이와이 쇼룸에 전시됨

1980년대 후반, "가상 현실"이라는 용어는 현대 분야의 선구자 중 한 명인 재런 러니어에 의해 대중화되었다. 러니어는 1984년에 VPL 리서치 회사를 설립했다. VPL 리서치는 데이터글러브, EyePhone, Reality Built For Two (RB2), AudioSphere와 같은 여러 VR 장치를 개발했다. VPL은 데이터글러브 기술을 마텔에 라이선스하여 1989년에 출시된 초기 저렴한 VR 장치인 파워 글러브를 만들었다. 같은 해 브로더번드의 U-포스가 출시되었다.
아타리는 1982년에 가상 현실 연구소를 설립했지만, 1983년 비디오 게임 위기로 인해 2년 후에 폐쇄되었다. 그러나 스콧 피셔, 마이클 네이마크, 브렌다 로럴과 같은 고용된 직원들은 VR 관련 기술에 대한 연구 개발을 계속했다.
1988년 오토데스크의 사이버스페이스 프로젝트는 저가형 개인용 컴퓨터에서 VR을 구현한 최초의 사례였다. 프로젝트 리더 에릭 걸리히슨은 1990년에 Sense8 Corporation을 설립하고 WorldToolKit 가상 현실 SDK를 개발하기 위해 떠났는데, 이는 PC에서 텍스처 매핑을 통한 최초의 실시간 그래픽을 제공했으며 산업 및 학계 전반에 걸쳐 널리 사용되었다.

#### 1990–2000
1990년대에는 소비자 헤드셋이 처음으로 널리 상업적으로 출시되었다. 예를 들어, 1992년 컴퓨터 게이밍 월드는 "1994년까지 저렴한 VR"을 예측했다.
1991년 세가는 메가 드라이브 가정용 콘솔용 세가 VR 헤드셋을 발표했다. 이 헤드셋은 바이저에 LCD 화면, 스테레오 헤드폰, 그리고 시스템이 사용자의 머리 움직임을 추적하고 반응할 수 있게 하는 관성 센서를 사용했다. 같은 해 버추얼리티가 출시되어 많은 국가에서 최초의 대량 생산, 네트워크 기반, 멀티플레이어 VR 엔터테인먼트 시스템이 되었으며, 엠바카데로 센터에 전용 VR 전자오락실이 개설되기도 했다. 멀티팟 버추얼리티 시스템당 최대 73,000달러에 달하는 비용이 들었으며, 헤드셋과 외골격 장갑이 특징으로 최초의 "몰입형" VR 경험 중 하나를 제공했다.

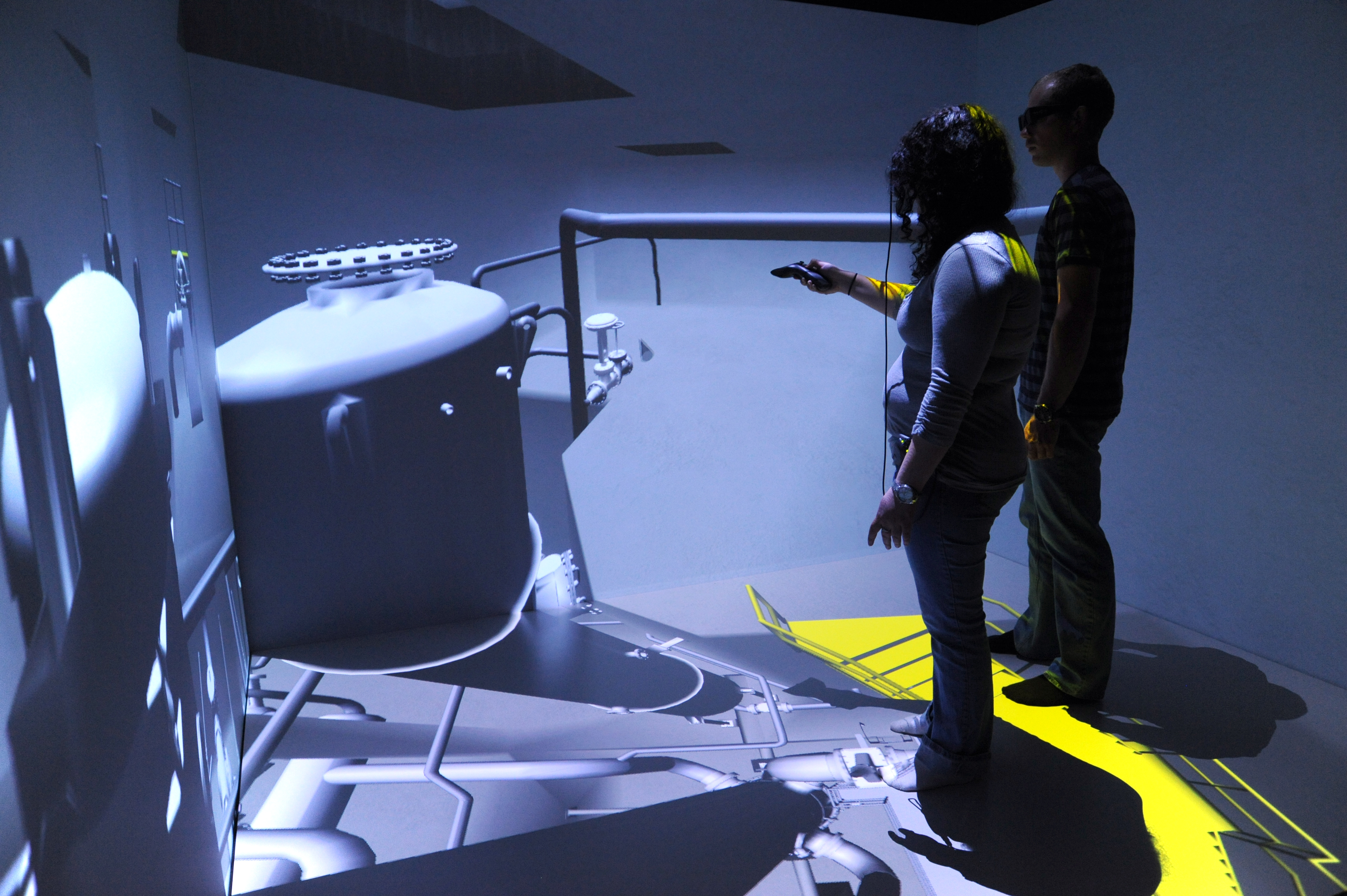
2010년 아이다호 국립 연구소의 첨단 에너지 연구 센터에 있는 CAVE 시스템

같은 해 캐롤리나 크루즈-네이라, 대니얼 J. 샌딘, 토머스 A. 드판티는 전자 시각화 연구소에서 최초의 입방형 몰입형 공간인 동굴 자동 가상 환경 (CAVE)을 만들었다. 크루즈-네이라의 박사 학위 논문으로 개발된 이 공간은 홀로덱과 유사한 다중 투사 환경을 포함하여 사람들이 방 안의 다른 사람들과의 관계 속에서 자신의 몸을 볼 수 있도록 했다. MIT 졸업생이자 NASA 과학자인 안토니오 메디나는 화성-지구-화성 신호의 상당한 지연에도 불구하고 지구에서 화성 로버를 "실시간으로" 운전하는 가상 현실 시스템을 설계했다.

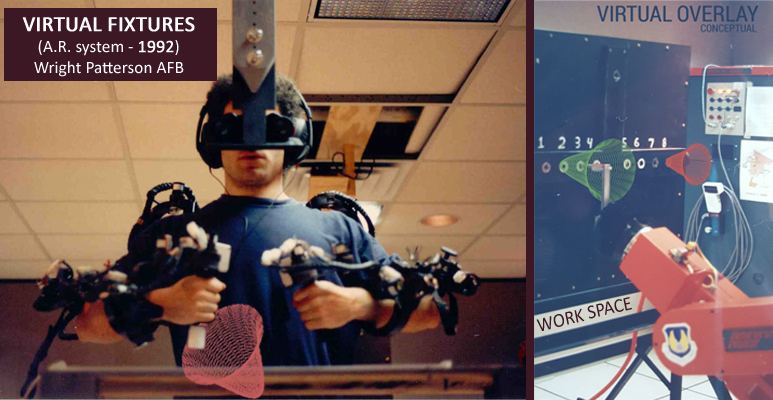
1992년에 개발된 가상 고정 장치 몰입형 AR 시스템. 루이스 로젠버그 박사가 '고정 장치'라고 불리는 중첩된 가상 객체와 3D로 자유롭게 상호 작용하는 모습.

1992년 니콜 스테인저는 데이터글러브와 고해상도 고글을 통해 상호 작용이 가능한 최초의 실시간 인터랙티브 몰입형 영화 '천사들'을 제작했다. 같은 해 루이스 로젠버그는 미국 공군 암스트롱 연구소에서 전신 외골격을 사용하여 물리적으로 사실적인 3D 혼합 현실을 가능하게 하는 가상 고정 장치 시스템을 만들었다. 이 시스템은 사용자가 실제 세계를 직접 볼 수 있도록 물리적으로 실제 3D 가상 객체를 오버레이하여 시각, 소리, 촉각을 가능하게 하는 최초의 진정한 증강 현실 경험을 제공했다.
1994년 7월까지 세가는 조이폴리스 실내 테마파크에 VR-1 모션 시뮬레이터 놀이기구를 출시했으며, 또한 덴노 센키 넷 머크 아케이드 게임도 출시했다. 두 게임 모두 버추얼리티와 협력하여 개발된 "메가 바이저 디스플레이"라는 고급 헤드 마운티드 디스플레이를 사용했다. 이 디스플레이는 360도 입체 3D 환경에서 머리 움직임을 추적할 수 있었으며, 넷 머크 버전에서는 세가 모델 1 아케이드 시스템 보드의 전원을 사용했다. 애플은 "VR"이라는 용어를 사용했음에도 불구하고 가상 현실을 표현할 수 없었고 대신 360도 대화형 파노라마를 표시하는 퀵타임 VR을 출시했다.
닌텐도의 버추얼 보이 콘솔은 1995년에 출시되었다. 시애틀의 한 그룹은 기업가 쳇 다지트와 밥 제이콥슨이 제작한 가상 환경 극장이라는 "CAVE와 유사한" 270도 몰입형 투사실을 공개 시연했다. 같은 해 포르테는 PC 기반 가상 현실 헤드셋인 VFX1을 출시했다.
1999년 기업가 필립 로즈데일은 VR 하드웨어 개발에 초점을 맞춰 린든 랩을 설립했다. 초기에는 회사가 "더 리그"의 상업용 버전을 제작하는 데 어려움을 겪었는데, 이는 사용자가 어깨에 착용할 수 있는 여러 컴퓨터 모니터가 달린 거추장스러운 강철 장치 형태로 프로토타입으로 실현되었다. 이 개념은 나중에 개인용 컴퓨터 기반의 3D 가상 세계 프로그램인 세컨드 라이프로 발전했다.

### 21세기

#### 2000–2010
2000년대는 상업적으로 이용 가능한 VR 기술에 대한 대중과 투자의 상대적인 무관심의 시기였다.
2001년, SAS 큐브(SAS3)는 Z-A Production(모리스 베나윤, 데이비드 나혼), Barco, Clarté가 개발한 최초의 PC 기반 큐빅 룸이 되었다. 이는 프랑스 라발에 설치되었다. SAS 라이브러리는 Virtools VRPack을 탄생시켰다. 2007년, 구글은 전 세계의 도로, 실내 건물, 시골 지역 등 점점 더 많은 위치의 파노라마 뷰를 보여주는 서비스인 스트리트 뷰를 도입했다. 또한 2010년에 도입된 스테레오스코피 3D 모드도 제공한다.

#### 2010–현재

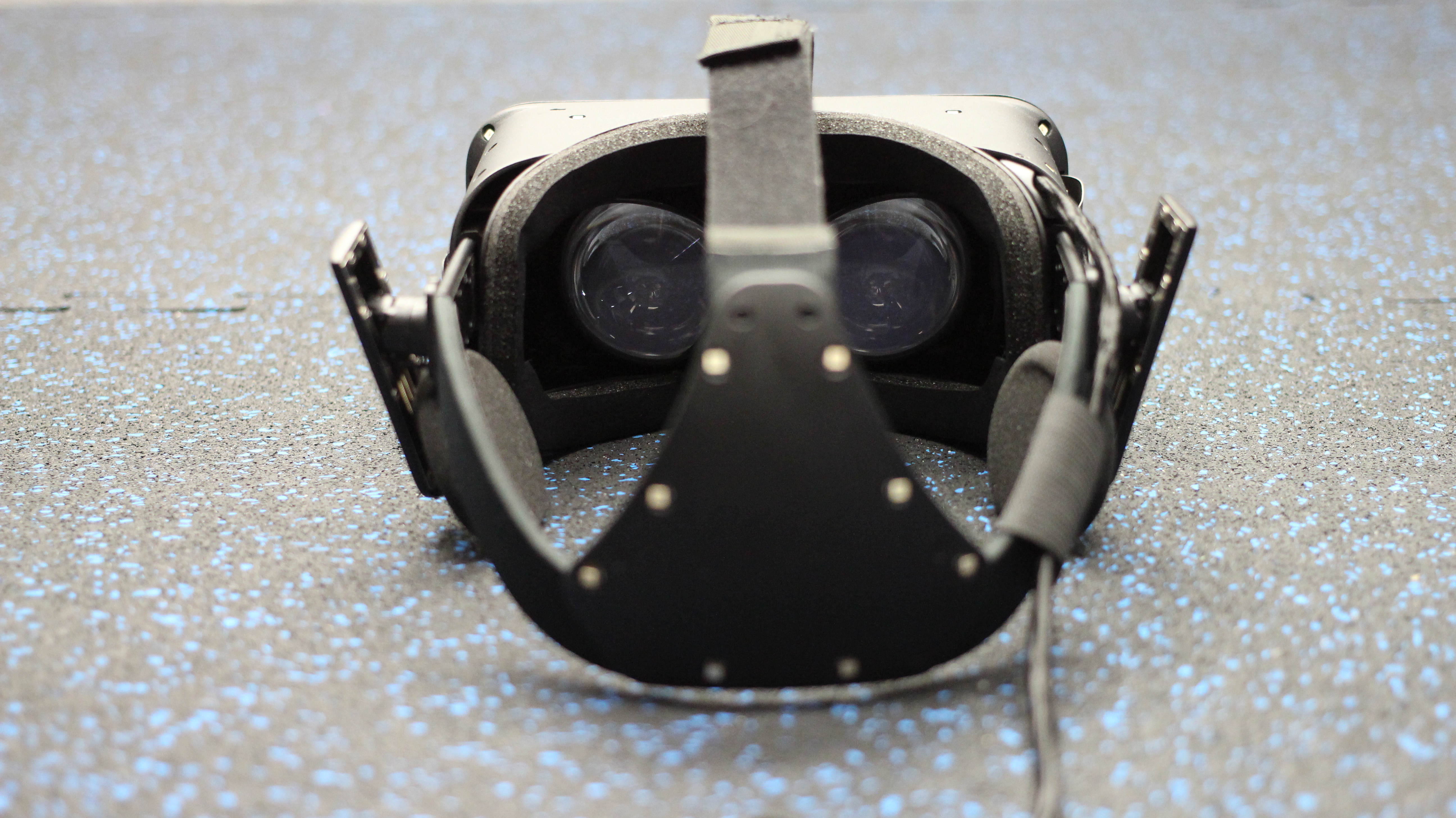
오큘러스 리프트 크레센트 베이 프로토타입 헤드셋 내부 모습

2010년, 팔머 럭키는 오큘러스 리프트의 첫 번째 프로토타입을 설계했다. 다른 가상 현실 헤드셋의 셸을 기반으로 제작된 이 프로토타입은 회전 추적만 가능했다. 그러나 당시 소비자 시장에서는 전례 없었던 90도의 시야를 자랑했다. 럭키는 렌즈 유형에서 발생하는 왜곡 문제를 실시간으로 렌더링된 이미지를 사전 왜곡하는 소프트웨어를 사용하여 해결했다. 이 초기 디자인은 나중에 더 발전된 디자인의 기반이 되었다. 2012년, 리프트는 존 카맥에 의해 E3 비디오 게임 박람회에서 처음으로 공개되었다. 2014년, 페이스북 (나중에 메타)은 오큘러스 VR을 당시 20억 달러로 발표된 금액에 인수했지만, 나중에 정확한 금액은 30억 달러로 밝혀졌다. 이 인수는 오큘러스의 2012년 킥스타터를 통해 주문된 첫 번째 개발 키트가 2013년에 배송된 후, 두 번째 개발 키트가 2014년에 배송되기 전에 이루어졌다. 카맥의 전 고용주인 제니맥스 미디어는 오큘러스와 페이스북이 회사 비밀을 페이스북에 유출했다며 소송을 제기했으며, 판결은 제니맥스에 유리하게 나왔고 나중에 법정 밖에서 합의되었다.

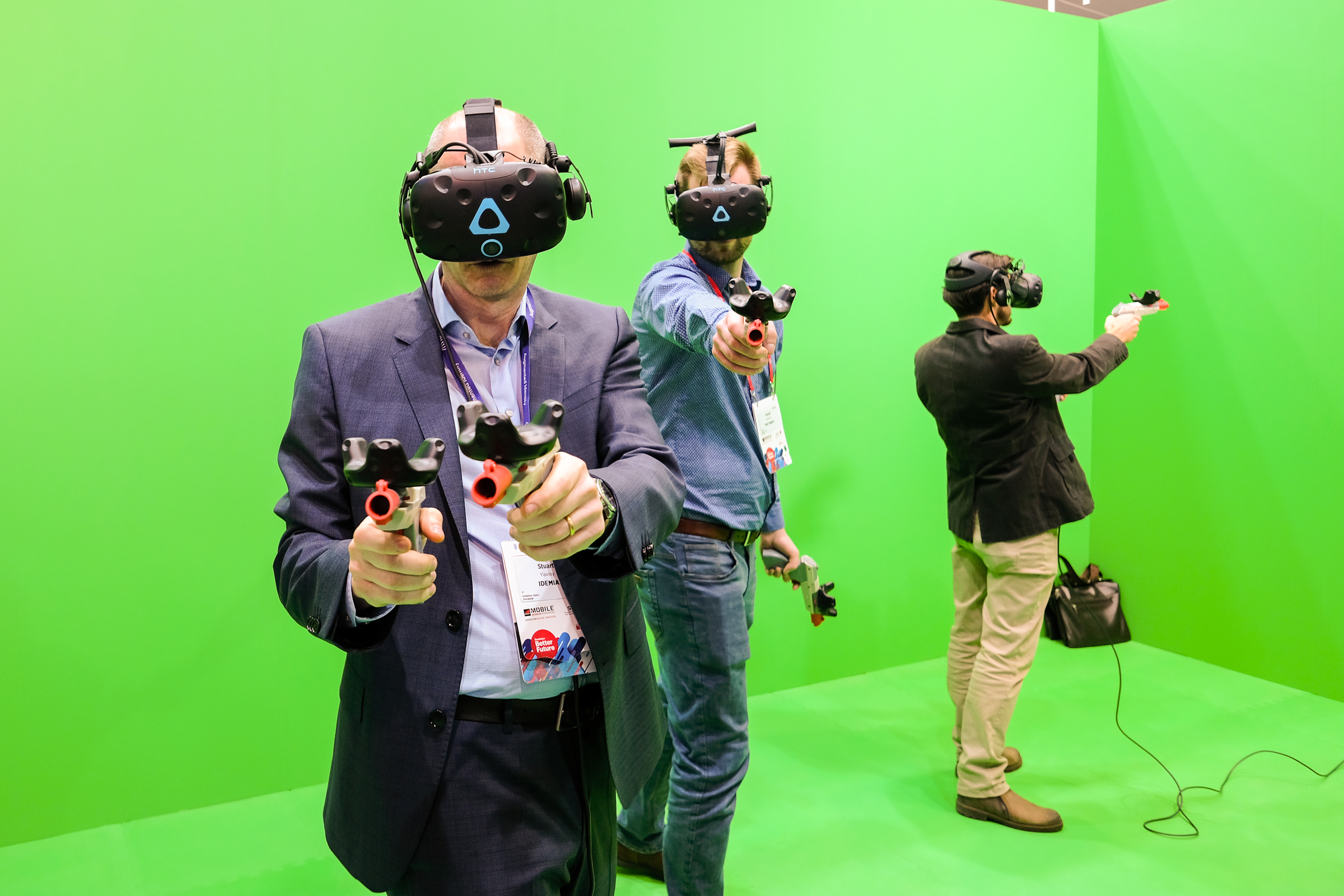
모바일 월드 콩그레스 2018에서 착용된 HTC 바이브 헤드셋

2013년 밸브는 VR 콘텐츠를 지연 없이 부드럽게 표시할 수 있는 저잔상 디스플레이의 혁신을 발견하고 이를 무료로 공유했다. 이는 오큘러스에 의해 채택되었고 그들의 모든 미래 헤드셋에 사용되었다. 2014년 초, 밸브는 2016년에 출시된 두 소비자용 헤드셋의 전신인 스팀사이트(SteamSight) 프로토타입을 선보였다. 이 프로토타입은 눈당 1K 디스플레이, 저잔상, 넓은 영역에서의 위치 추적, 프레넬 렌즈를 포함한 주요 기능을 소비자용 헤드셋과 공유했다. HTC와 밸브는 2015년에 가상 현실 헤드셋 HTC 바이브와 컨트롤러를 발표했다. 이 세트는 적외선을 사용하여 벽에 설치된 "기지국"을 통한 위치 추적 기술인 Lighthouse를 포함했다.

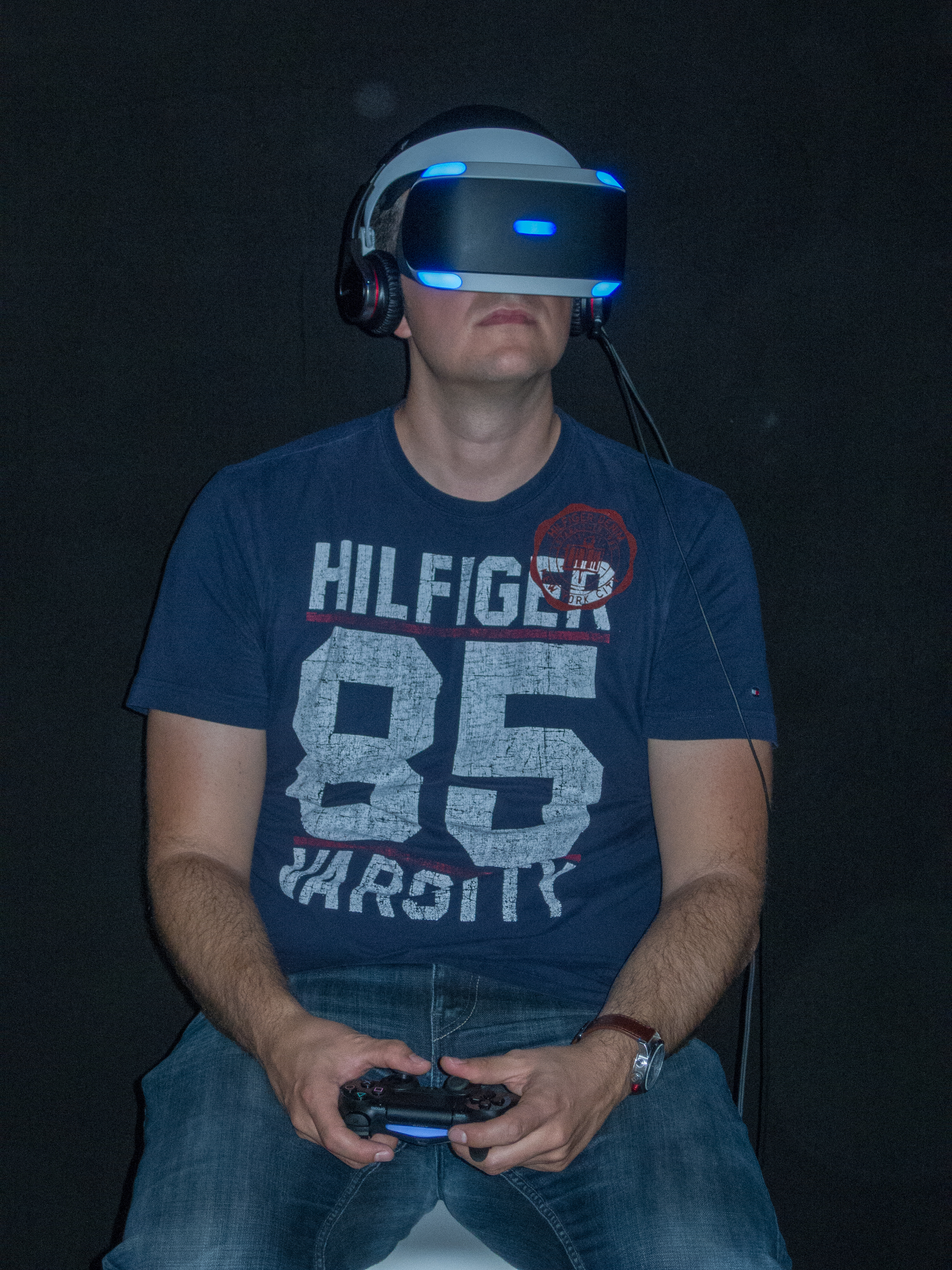
게임스컴 2015에서 착용된 프로젝트 모피어스 (플레이스테이션 VR) 헤드셋

2014년, 소니는 플레이스테이션 4 비디오 게임 콘솔용 가상 현실 헤드셋인 프로젝트 모피어스(코드명 플레이스테이션 VR)를 발표했다. 중국 헤드셋 AntVR은 2014년 후반에 출시되었으며, 중국 시장에서 잠시 경쟁력을 보였지만 궁극적으로는 대형 기술 회사들과 경쟁할 수 없었다. 2015년, 구글은 카드보드라는 DIY 입체 뷰어를 발표했다. 사용자는 스마트폰을 종이 홀더에 넣어 머리에 착용한다. 마이클 네이마크는 구글의 새로운 VR 부서에 최초의 '상주 예술가'로 임명되었다. 모션 트래킹 및 햅틱 피드백을 제공하는 한 쌍의 장갑인 Gloveone의 킥스타터 캠페인은 15만 달러 이상의 기부금으로 성공적으로 자금을 조달했다. 또한 2015년, 레이저는 오픈 소스 프로젝트 OSVR을 공개했다.

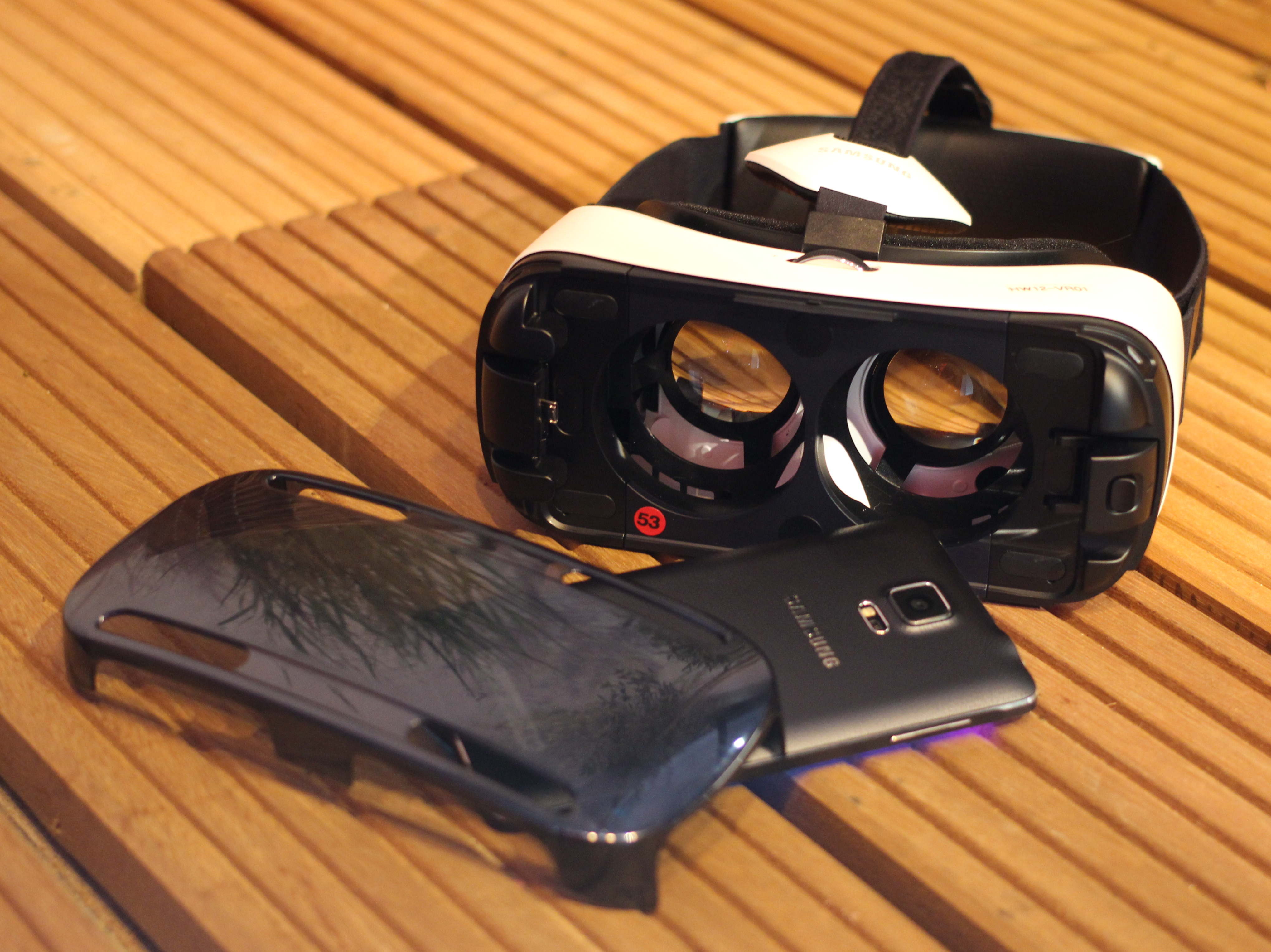
분해된 상태의 스마트폰 기반 보급형 헤드셋 삼성 기어 VR

2016년까지 VR 관련 제품을 개발하는 회사는 최소 230개에 달했다. 아마존, 애플, 페이스북, 구글, 마이크로소프트, 소니 및 삼성은 모두 전용 AR 및 VR 부서를 가지고 있었다. 다이내믹 바이노럴 오디오는 그해에 출시된 대부분의 헤드셋에 공통적으로 적용되었다. 그러나 햅틱 인터페이스는 잘 개발되지 않았으며, 대부분의 하드웨어 패키지는 터치 기반 상호 작용을 위해 버튼 작동식 핸드셋을 포함했다. 시각적으로 디스플레이는 여전히 해상도와 프레임 레이트가 낮아서 이미지가 가상으로 식별될 수 있었다.
2016년, HTC는 HTC 바이브 SteamVR 헤드셋의 첫 번째 유닛을 출하했다. 이는 센서 기반 트래킹의 첫 번째 주요 상업적 출시를 의미하며, 사용자가 정의된 공간 내에서 자유롭게 움직일 수 있도록 했다. 소니가 2017년에 제출한 특허는 플레이스테이션 VR을 위한 바이브와 유사한 위치 추적 기술을 개발 중이며, 무선 헤드셋 개발 가능성도 있음을 보여주었다.
2019년, 오큘러스는 오큘러스 리프트 S와 독립형 헤드셋인 오큘러스 퀘스트를 출시했다. 이 헤드셋들은 이전 세대 헤드셋에서 볼 수 있었던 외부 추적 방식과 달리 내부 추적 방식을 활용했다.
2019년 말, 밸브는 밸브 인덱스를 출시했다. 주목할 만한 기능으로는 130° 시야, 몰입감과 편안함을 위한 귀 주변 헤드폰, 개별 손가락 추적이 가능한 개방형 컨트롤러, 전면 카메라, 확장성을 위한 전면 확장 슬롯 등이 있다.
2020년, 오큘러스는 퀘스트 2를 출시했으며, 나중에 메타 퀘스트 2로 이름이 변경되었다. 새로운 기능으로는 더 선명한 화면, 가격 인하, 성능 향상 등이 있다. 페이스북(1년 후 메타로 변경)은 처음에는 새로운 헤드셋을 사용하기 위해 페이스북 계정으로 로그인하도록 요구했다. 2021년 퀘스트 2는 전체 VR 헤드셋 판매량의 80%를 차지했다.

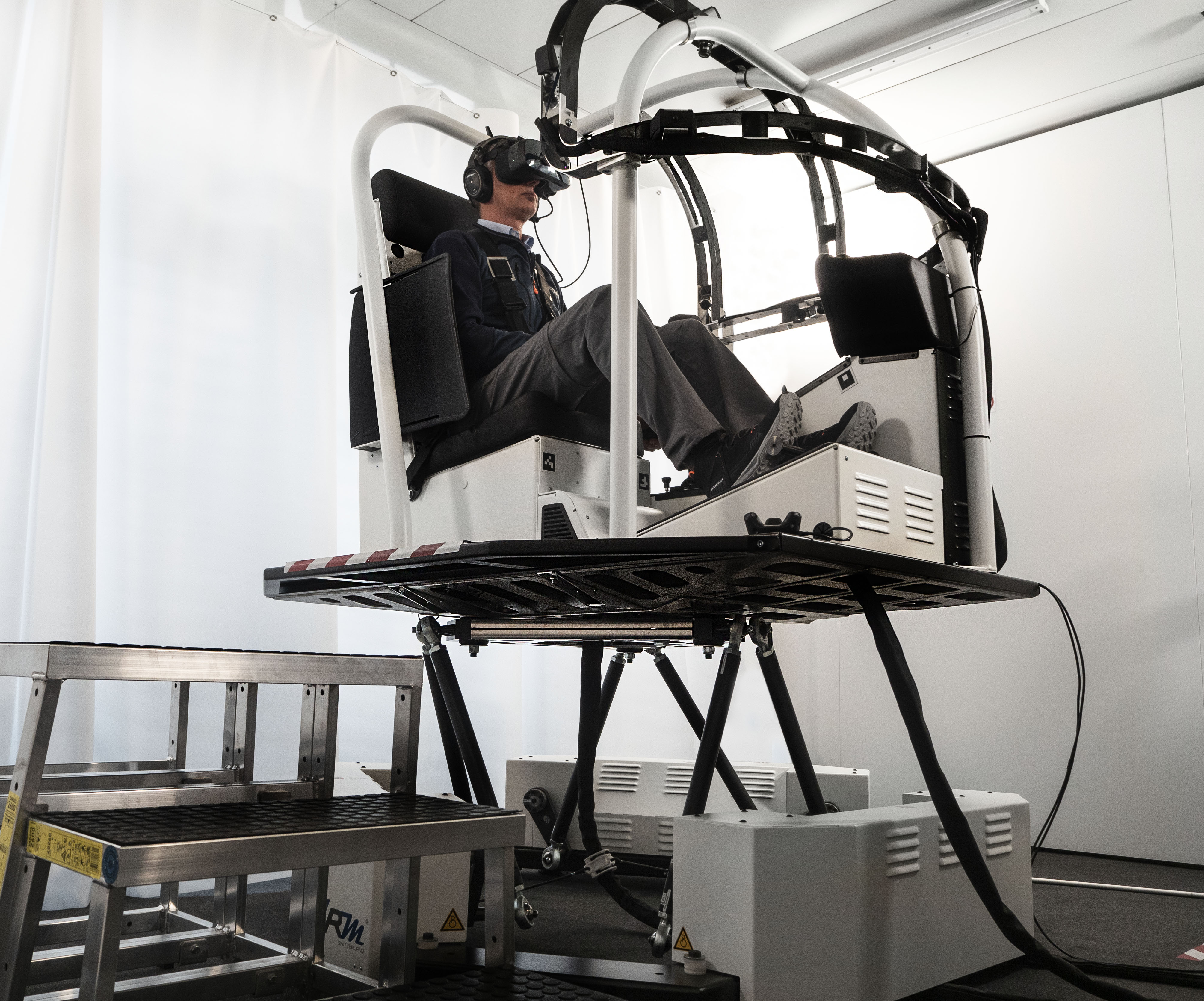
로프트 다이내믹스가 개발한 로빈슨 R22 가상 현실 훈련 장치

2021년 EASA는 최초의 가상 현실 기반 비행 시뮬레이션 훈련 장치를 승인했다. 로터크래프트 조종사를 위해 로프트 다이내믹스가 제작한 이 장치는 가상 환경에서 위험한 기동을 연습할 가능성을 열어줌으로써 안전을 향상시킨다. 이는 로터크래프트 운용의 주요 위험 영역을 다루는데, 통계에 따르면 사고의 약 20%가 훈련 비행 중에 발생한다.
2022년, 메타는 메타 퀘스트 프로를 출시했다. 이 장치는 완전히 밀폐되지 않은 더 얇은 바이저형 디자인을 채택했으며, 고해상도 컬러 비디오 패스스루를 사용하여 혼합 현실 애플리케이션을 대상으로 하는 메타의 첫 번째 헤드셋이었다. 또한 통합된 얼굴 및 시표 추적, 팬케이크 렌즈, 온보드 모션 트래킹 기능이 업데이트된 터치 프로 컨트롤러를 포함했다.
2023년, 소니는 2016년 헤드셋의 후속작인 플레이스테이션 VR2를 출시했다. 이 장치에는 인-아웃 트래킹, 시표 추적 포비티드 렌더링, 고해상도 OLED 디스플레이, 적응형 트리거 및 햅틱 피드백 기능이 있는 컨트롤러, 3D 오디오, 더 넓은 시야가 포함되어 있다. 처음에는 플레이스테이션 5 콘솔 전용이었지만, 2024년 8월에 PC 어댑터가 출시되었다.
2023년 후반, 메타는 메타 퀘스트 3를 출시했다. 이는 퀘스트 2의 후속작이다. 이 헤드셋은 퀘스트 프로의 팬케이크 렌즈와 혼합 현실 기능을 특징으로 하며, 퀘스트 2에 비해 시야와 해상도가 향상되었다. 2024년 10월, 메타는 퀘스트 2와 동일한 프레넬 렌즈와 퀘스트 3의 2064x2208 해상도에 비해 낮은 1832x1920 해상도를 가진 저렴한 보급형 헤드셋인 메타 퀘스트 3S를 출시했다.
2024년, 애플은 애플 비전 프로를 출시했다. 이 장치는 비디오 패스스루를 강력하게 활용하는 완전히 밀폐된 혼합 현실 헤드셋이다. 일부 VR 경험을 제공하지만, 외부 컨트롤러나 OpenXR 지원과 같은 표준 VR 헤드셋 기능은 부족하며 대신 "공간 컴퓨터"로 브랜딩되었다.
2024년, 미국 연방항공국은 최초의 가상 현실 비행 시뮬레이션 훈련 장치를 승인했다. 로프트 다이내믹스의 가상 현실 에어버스 헬리콥터 H125 FSTD — EASA가 인증한 것과 동일한 장치이다. 2024년 9월 현재, 로프트 다이내믹스는 EASA와 FAA가 인증한 유일한 VR FSTD로 남아있다.

## 기술

### 하드웨어

가상 현실에 몰입하는 데 가장 중요한 요소는 높은 프레임 레이트와 낮은 레이턴시이다.

최신 가상 현실 헤드셋 디스플레이는 스마트폰용으로 개발된 기술을 기반으로 한다: 머리, 몸, 손 위치 추적을 위한 자이로스코프 및 모션 센서; 입체 디스플레이용 소형 HD 화면; 작고 가벼우며 빠른 컴퓨터 프로세서이다. 이러한 구성 요소는 독립 VR 개발자에게 상대적으로 저렴한 가격을 제공했으며, 2012년 오큘러스 리프트 킥스타터는 최초의 독립 개발 VR 헤드셋을 선보이게 되었다.
독립적인 VR 이미지 및 비디오 제작은 저렴한 전방향 카메라, 즉 360도 카메라 또는 VR 카메라의 개발과 함께 증가했으며, 이는 온라인 360도 비디오 스트리밍을 위해 상대적으로 낮은 해상도 또는 고도로 압축된 형식으로 360도 대화형 사진을 녹화할 수 있다. 대조적으로, 사진측량은 VR 애플리케이션에서 상세한 3D 객체 및 환경을 생성하기 위해 여러 고해상도 사진을 결합하는 데 increasingly 사용되고 있다.
몰입감을 형성하기 위해서는 가상 세계를 표시하기 위한 특수 출력 장치가 필요하다. 잘 알려진 형식으로는 헤드 마운티드 디스플레이 또는 CAVE가 있다. 공간적 인상을 전달하기 위해 서로 다른 관점(스테레오 투영)에서 두 이미지를 생성하고 표시한다. 각 이미지를 올바른 눈으로 전달하기 위한 다양한 기술이 있다. 능동형(예: 액정 셔터 안경)과 수동형 기술(예: 편광 필터 또는 인피텍)이 구분된다.
몰입감을 향상시키기 위해 웨어러블 멀티 스트링 케이블은 가상 현실에서 복잡한 기하학적 형태에 햅틱을 제공한다. 이 스트링은 각 손가락 관절의 정밀한 제어를 제공하여 이러한 가상 기하학적 형태를 만지는 데 관련된 햅틱을 시뮬레이션한다.
가상 세계와 상호 작용하려면 특수 입력 장치가 필요하다. 가장 일반적인 입력 장치로는 모션 컨트롤러와 광학 추적 센서가 있다. 경우에 따라 와이어드 글러브가 사용된다. 컨트롤러는 일반적으로 위치 및 탐색을 위해 광학 추적 시스템(주로 적외선 카메라)을 사용하여 사용자가 배선 없이 자유롭게 움직일 수 있도록 한다. 일부 입력 장치는 사용자에게 손이나 다른 신체 부위에 힘 피드백을 제공하여 사용자가 햅틱 및 센서 기술을 통해 3차원 세계에서 방향을 잡고 사실적인 시뮬레이션을 수행할 수 있도록 한다. 이를 통해 시청자는 인공 풍경에서 방향 감각을 가질 수 있다. 추가적인 햅틱 피드백은 전방향 트레드밀 (가상 공간에서의 걷기가 실제 걷기 움직임으로 제어됨)과 진동 장갑 및 슈트에서 얻을 수 있다.
가상 현실 카메라는 360도 파노라마 비디오를 사용하여 VR 사진을 생성하는 데 사용될 수 있다. VR 카메라는 다양한 형식으로 제공되며, 카메라에 설치된 렌즈의 수는 다양하다.

### 소프트웨어
1994년에 처음 도입된 가상 현실 모델링 언어 (VRML)는 헤드셋에 의존하지 않는 "가상 세계" 개발을 목표로 했다. 이후 1997년에 웹 기반 3D 그래픽의 산업 표준 개발을 위해 웹3D 컨소시엄이 설립되었다. 이 컨소시엄은 이후 VRML 프레임워크에서 VR 콘텐츠의 웹 기반 배포를 위한 보관용 오픈 소스 표준인 X3D를 개발했다. WebVR은 웹 브라우저에서 HTC 바이브, 오큘러스 리프트, 구글 카드보드 또는 OSVR과 같은 다양한 가상 현실 장치를 지원하는 실험적인 자바스크립트 API이다.

## 시각적 몰입 경험

### 디스플레이 해상도
최소 해상도 각(MAR)은 두 디스플레이 픽셀 간의 최소 거리를 나타낸다. 일정 거리에서 시청자는 독립적인 픽셀을 명확하게 구별할 수 있다. 종종 초 단위로 측정되는 두 픽셀 간의 MAR은 시청 거리와 관련이 있다. 일반 대중의 경우 해상도는 약 30–65초 각이며, 이는 거리와 결합될 때 공간 해상도라고 한다. 각각 1m 및 2m의 시청 거리를 고려할 때, 일반 시청자는 1m에서 0.29mm 미만, 2m에서 0.58mm 미만으로 떨어져 있는 경우 두 픽셀을 별개로 인식할 수 없다.

### 이미지 레이턴시 및 디스플레이 주사율
대부분의 소형 디스플레이는 60 Hz의 주사율을 가지며, 이는 약 15ms의 추가적인 레이턴시를 더한다. 주사율이 120 Hz 또는 심지어 240 Hz 이상으로 증가하면 이 수치는 7ms 미만으로 줄어든다. 결과적으로 참가자들은 일반적으로 주사율이 높을수록 경험이 더 몰입적이라고 느낀다. 그러나 주사율이 높으면 더 강력한 그래픽 처리 장치가 필요하다.

### 디스플레이와 시야의 관계

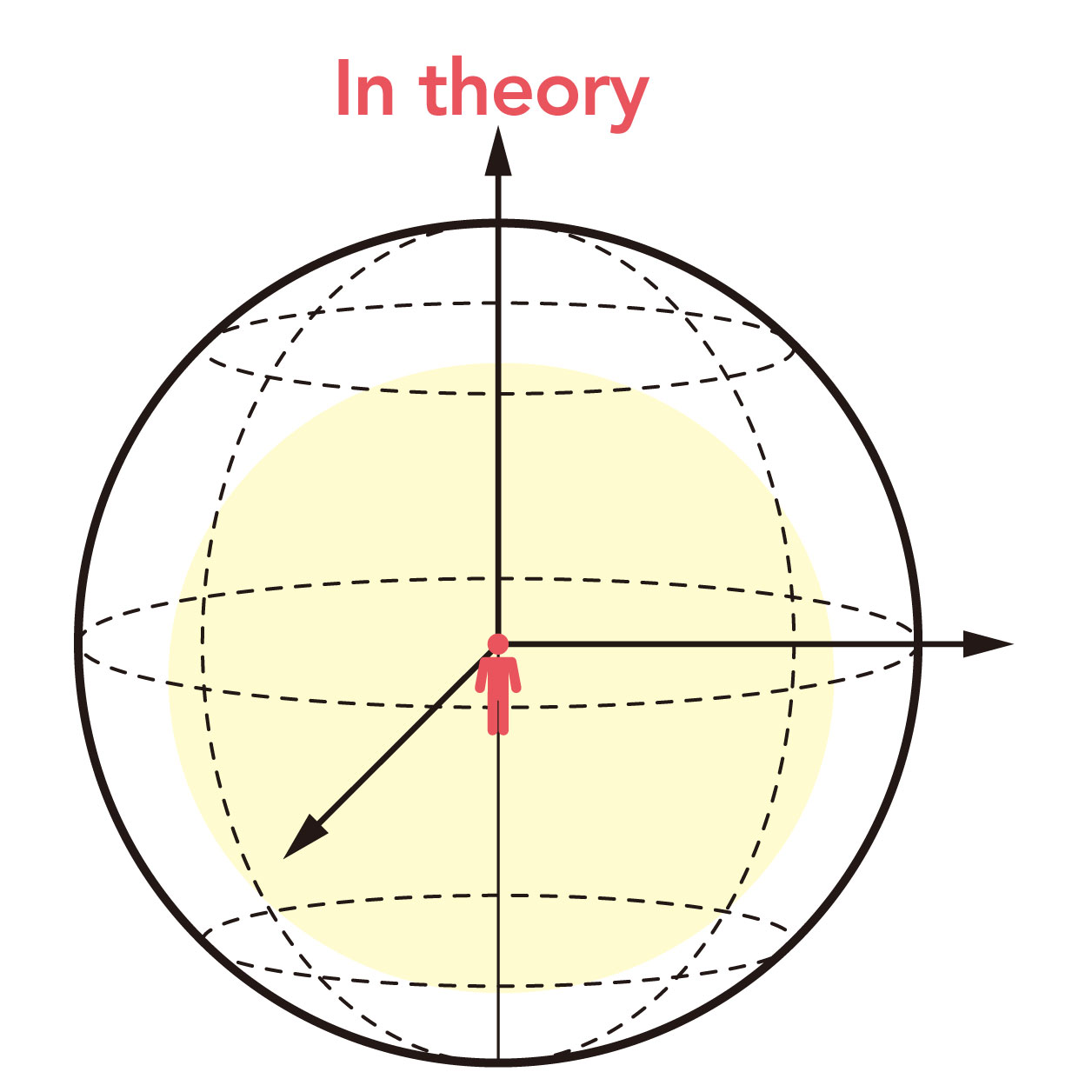
이론적으로 VR은 참가자의 시야를 나타낸다 (노란색 영역).

VR 장치로 달성된 몰입도를 평가할 때 이미지 품질 외에 시야 (시야)도 고려해야 한다. 우리의 눈은 측두골 쪽으로 약 107~110도, 코 쪽으로 약 60~70도의 수평 시야를 가지며, 아래쪽으로 약 95도, 위쪽으로 약 85도의 수직 시야를 갖는다. 안구 운동은 수평으로 양쪽 30도, 수직으로 20도로 추정된다. 양안 시력은 오른쪽 및 왼쪽 시야가 겹치는 120도 또는 140도로 제한된다. 안구 운동을 통해 우리는 두 눈으로 약 300도 x 175도의 시야, 즉 전체 360도 구의 약 3분의 1을 갖는다.

## 응용
가상 현실은 비디오 게임, 3D 영화, 놀이공원 놀이기구 (다크 라이드 포함), 소셜 가상 세계와 같은 엔터테인먼트 애플리케이션에서 가장 일반적으로 사용된다. 소비자용 가상 현실 헤드셋은 1990년대 초중반에 비디오 게임 회사에 의해 처음 출시되었다. 2010년대부터는 오큘러스(리프트), HTC(바이브), 소니(플레이스테이션 VR)에서 차세대 상업용 테더드 헤드셋이 출시되어 새로운 애플리케이션 개발의 물결을 일으켰다. 3D 영화는 스포츠 행사, 포르노, 순수 예술, 뮤직 비디오 및 단편 영화에 사용되었다. 2015년부터 롤러코스터와 테마파크는 시각 효과와 햅틱 피드백을 일치시키기 위해 가상 현실을 통합했다. VR은 디지털 산업의 트렌드에 부합할 뿐만 아니라 영화의 시각 효과를 향상시킨다. VR 기술을 통해 영화는 관객에게 더 많은 상호 작용 방법을 제공한다.
사회 과학 및 심리학에서 가상 현실은 통제된 환경에서 상호 작용을 연구하고 재현하는 비용 효율적인 도구를 제공한다. 이는 치료적 개입의 한 형태로 사용될 수 있다. 예를 들어, 외상 후 스트레스 장애(PTSD) 및 공포증과 같은 불안 장애 치료를 위한 가상 현실 노출 치료 (VRET)가 있다.
정신증과 광장공포증을 가진 사람들이 외부 환경에 대한 회피를 관리하는 데 도움을 주기 위해 VR 치료법이 고안되었다. 이 치료법에서 사용자는 헤드셋을 착용하고 가상 캐릭터가 심리적 조언을 제공하며 시뮬레이션된 환경(카페나 번화가 등)을 탐색하도록 안내한다. NICE는 이 치료법이 NHS에 권장되어야 하는지 여부를 평가하고 있다.
COVID-19 팬데믹 동안, 소셜 VR은 자기 관리 방식의 비전통적인 인지 행동 치료의 형태로 정신 건강 도구로도 사용되었다.
알츠하이머병 진단을 받은 노인들의 재활 과정에 가상 현실 프로그램이 사용되고 있다. 이는 노인 환자들이 현재 상태로 인해 경험할 수 없는 실제 경험을 시뮬레이션할 수 있는 기회를 제공한다. 무작위 대조 시험을 포함한 17개의 최근 연구에서 가상 현실 애플리케이션이 신경학적 진단으로 인한 인지 결손 치료에 효과적임을 보여주었다. 노인 환자의 이동성 상실은 외로움과 우울감을 유발할 수 있다. 가상 현실은 노년층이 쉽게 탐색할 수 없는 외부 세계에 대한 생명선이 되는 데 도움을 줄 수 있다. 가상 현실은 안전한 환경에서 노출 치료가 이루어지도록 한다.
의학 분야에서는 1990년대에 시뮬레이션 VR 수술 환경이 처음 개발되었다. 전문가의 감독 하에 VR은 저렴한 비용으로 효과적이고 반복 가능한 훈련을 제공하여 훈련생이 오류가 발생했을 때 인식하고 수정할 수 있도록 한다.
가상 현실은 2000년대부터 물리 치료에 사용되어 왔다. 수많은 연구에도 불구하고, 파킨슨병 치료를 위한 정교하고 값비싼 장비 없이 다른 재활 방법과 비교하여 그 효능에 대한 양질의 증거는 부족하다. 2018년에 가상 현실과 로봇 공학을 이용한 거울 요법의 효과에 대한 모든 유형의 병리학에 대한 검토에서도 유사한 결론이 나왔다. 또 다른 연구에서는 VR이 모방을 촉진할 가능성을 보여주었고, 2차원 아바타에 대한 반응에서 비자폐증 환자와 자폐증 환자 간의 차이를 밝혔다.
근전 및 모션 트래킹 제어를 통한 몰입형 가상 현실 기술은 치료 저항성 환상 지통 치료를 위한 가능한 치료 옵션이 될 수 있다. 통증 척도 측정을 고려하여 거울 치료 원리에 기반한 대화형 3D 주방 환경이 개발되었으며, 이를 통해 모션 트래킹 VR 헤드셋을 착용한 상태에서 가상 손을 제어할 수 있었다. 균형에 대한 VRT의 유의미한 결과는 두 메타 분석에 통합된 결과를 확인하기 위해 Pubmed 및 Embase에서 체계적인 검색이 수행되었다. 메타 분석은 균형에 대한 VRT에 유리한 유의미한 결과를 보여주었다.

빠르게 변화하고 세계화된 비즈니스 세계에서 VR 회의는 전화 통화나 화상 채팅보다 다른 사람(예: 동료, 고객, 파트너)과의 상호 작용이 더 자연스럽게 느껴지는 환경을 조성하는 데 사용된다. 사용자 지정 가능한 회의실에서는 모든 당사자가 VR 헤드셋을 사용하여 참여하고 마치 같은 물리적 공간에 있는 것처럼 상호 작용할 수 있다. 프레젠테이션, 비디오 또는 3D 모델(예: 제품 또는 프로토타입)을 업로드하고 상호 작용할 수 있다. 전통적인 텍스트 기반 CMC와 비교하여, 3D 가상 환경에서 아바타 기반 상호 작용은 그룹 구성원들 간의 합의, 만족도, 응집력을 높이는 결과를 낳는다.

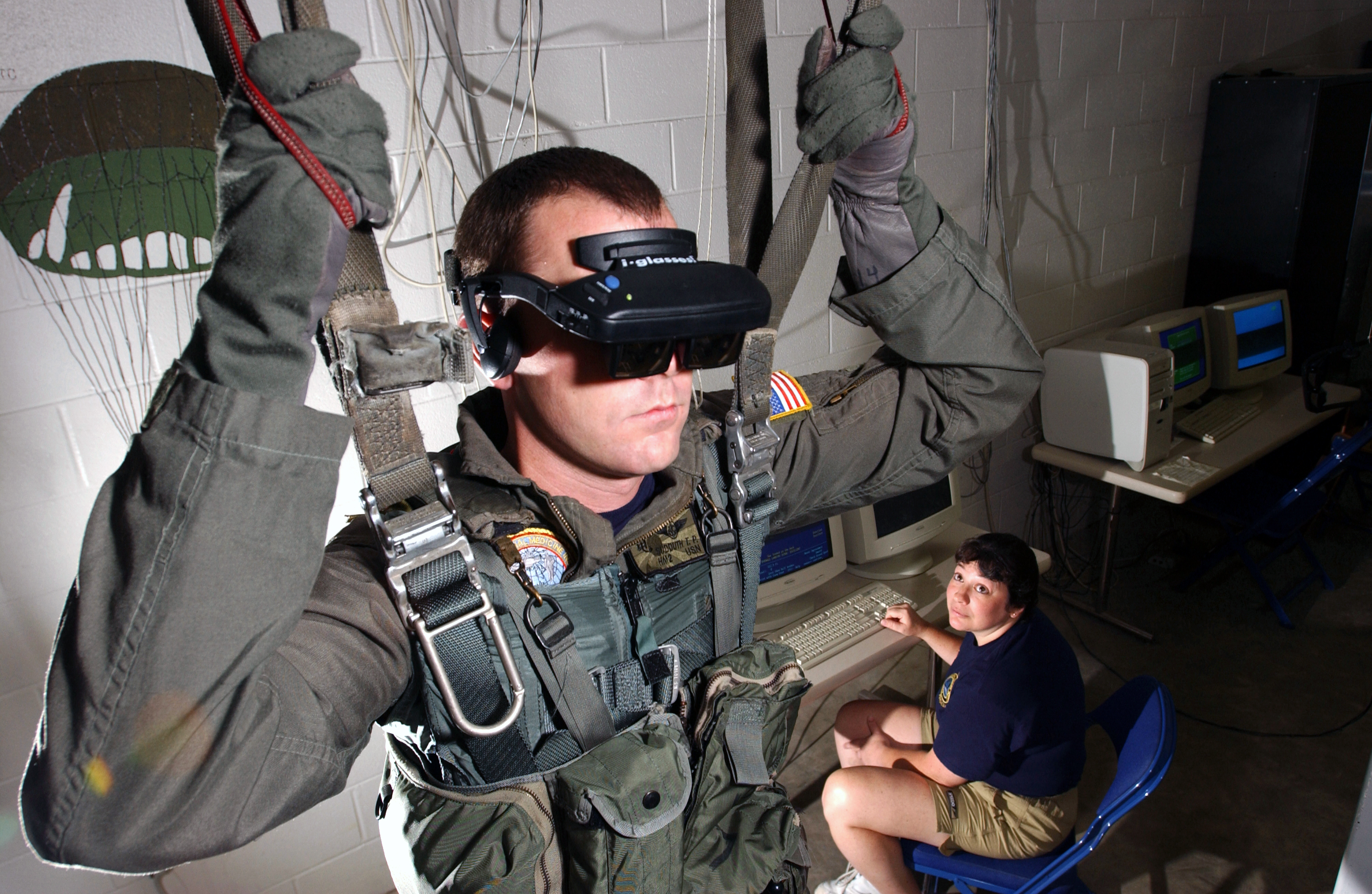
2006년 해군 생존 훈련소에서 VR 낙하산 시뮬레이터를 시연하는 미국 해군 병원 대원

VR은 작업장 산업 안전 보건 목적, 교육 목적, 훈련 목적으로 실제 작업 공간을 시뮬레이션할 수 있다. 학습자에게 실패에 대한 현실 세계의 결과 없이 기술을 개발할 수 있는 가상 환경을 제공하는 데 사용될 수 있다. 이는 초등 교육, 해부학 교육, 군사, 우주비행사 훈련, 비행 시뮬레이터, 광업 및 야금 작업 훈련, 의학 교육, 지리 교육, 건축 설계, 운전자 훈련, 교량 검사 등에 사용되고 연구되어 왔다. 몰입형 VR 엔지니어링 시스템은 엔지니어가 실제 프로토타입이 나오기 전에 가상 프로토타입을 볼 수 있도록 한다. 가상 훈련 환경으로 훈련을 보완하면 군사 및 의료 훈련에서 비용을 최소화하면서 현실감을 제공할 수 있다고 주장되어 왔다. 또한 훈련 기간 동안 소모되는 탄약량을 최소화하여 군사 훈련 비용을 절감할 수 있다고 주장되어 왔다. VR은 의료 전문가를 위한 의료 훈련 및 교육에 사용될 수 있다. 또한 여러 유형의 안전 훈련을 위해 여러 애플리케이션이 개발되었다. 최신 결과에 따르면 가상 현실 안전 훈련은 지식 습득 및 지식 보유 측면에서 전통적인 훈련보다 더 효과적이다.
공학 분야에서 VR은 공학 교육자와 학생 모두에게 매우 유용하다는 것이 입증되었다. 교육 부문에서 이전에 비쌌던 비용이 전체적으로 낮아지면서 훨씬 더 접근하기 쉬워졌고, 미래의 엔지니어들을 교육하는 데 매우 유용한 도구가 되었다. 가장 중요한 요소는 학생들이 실제 세계의 가능성에 따라 정확하게 반응하는 3D 모델과 상호 작용할 수 있다는 것이다. 이 추가된 교육 도구는 많은 사람들에게 복잡한 주제를 이해하고 이를 적용하는 데 필요한 몰입감을 제공한다. 언급했듯이, 미래의 건축가와 엔지니어는 공간 관계를 이해하고 실제 미래 응용 프로그램에 기반한 솔루션을 제공함으로써 큰 이점을 얻는다.
최초의 순수 예술 가상 세계는 1970년대에 만들어졌다. 기술이 발전함에 따라 1990년대 내내 장편 영화를 포함하여 더 많은 예술 프로그램이 제작되었다. 상업적으로 이용 가능한 기술이 더욱 널리 보급되면서 2010년대 중반에 VR 페스티벌이 등장하기 시작했다. 박물관 환경에서 VR의 첫 사용은 1990년대에 시작되었으며, 2010년대 중반에 크게 증가했다. 또한 박물관들은 일부 콘텐츠를 가상 현실로 접근 가능하게 만들었다.
가상 현실의 성장하는 시장은 디지털 마케팅을 위한 기회이자 대체 채널을 제공한다. 또한 전통적인 "오프라인" 소매업체에 도전하기 위한 새로운 전자 상거래 플랫폼으로도 여겨진다. 그러나 2018년 연구에 따르면 대부분의 상품은 여전히 실제 매장에서 구매되고 있다.
교육 분야에서 가상 현실의 활용은 고차원적 사고를 촉진하고, 학생들의 흥미와 몰입을 높이며, 지식 습득, 그리고 학문적 맥락에서 일반적으로 유용한 정신적 습관과 이해를 촉진할 수 있음을 입증했다.
가상 현실 기술을 공공 도서관에 포함시켜야 한다는 주장도 있었다. 이를 통해 도서관 이용자들은 최첨단 기술과 독특한 교육 경험에 접근할 수 있게 될 것이다. 여기에는 희귀 서적 및 유물의 가상 대화형 사본과 유명 랜드마크 및 고고학 발굴 현장 투어(가상 간잘리 칸 프로젝트의 경우와 같이)에 대한 접근이 포함될 수 있다.
2020년대 초부터 가상 현실은 고인에 대한 디지털 재현을 기반으로 사람들의 애도 과정을 지원할 수 있는 기술적 환경으로도 논의되어 왔다. 2021년, 이 관행은 한국 TV 다큐멘터리 이후 상당한 언론의 주목을 받았다. 이 다큐멘터리는 애도하는 어머니가 사망한 딸의 가상 복제품과 상호 작용하도록 초대했다. 이어서 과학자들은 이러한 노력의 몇 가지 잠재적 함의, 즉 적응적 애도를 촉진할 가능성뿐만 아니라 많은 윤리적 문제도 요약했다.
메타버스에 대한 관심이 커지면서, 생태계인 VIVERSE와 같이 가상 현실의 다양하고 광범위한 활용을 플랫폼 간 연결성을 통해 제공하려는 조직적인 노력이 이어지고 있다.

## 의료적 VR 사용
가상 현실(VR) 기술은 의학 훈련 및 교육 분야에서 중요한 도구로 부상했다. 특히, 외과 시뮬레이션 및 외과 실시간 강화 분야에서 혁신적인 도약을 이루었다. 노스캐롤라이나 의과 기관에서 수행된 연구들은 특히 고관절 전치환술과 같은 시술에서 VR 훈련을 사용한 의료 학생 및 현직 외과 의사들의 기술 성능 및 기술 향상을 전통적인 훈련과 비교하여 입증했다. 이와 함께 LapSim과 같은 다른 VR 시뮬레이션 프로그램은 기본적인 조정, 기구 조작 및 절차 기반 기술을 향상시킨다. 이러한 시뮬레이션은 높은 피드백 및 햅틱 터치 등급을 목표로 하여 더욱 현실적인 수술감을 제공한다.
연구에 따르면 LapSim 훈련 세션 4주 후 작업 완료 시간과 점수에서 상당한 개선이 나타났다. 이 시뮬레이션 환경은 또한 외과 의사가 실제 환자에게 위험 없이 연습할 수 있도록 하여 환자 안전을 증진한다.
슐레스비히홀슈타인 대학병원과 다른 기관의 협력자들이 수행한 연구 데이터에 따르면, 의대생과 수년간의 경험을 가진 외과 의사들은 LapSim VR 기술로 연습한 후 현저한 성능 향상을 보였다.
노스캐롤라이나 채플힐 대학교에서 최근 수행된 또 다른 연구에 따르면 VR 및 증강 현실(AR) 시스템을 개발함으로써 외과 의사가 환자에게서 눈을 떼지 않고 CT 스캔에 접근할 수 있게 되었다. 이 VR 시스템은 복강경 영상 통합, 실시간 피부층 시각화 및 향상된 수술 정밀도 기능을 제공한다.
이들은 외과 의사가 추가적인 가상 현실 시뮬레이션 연습을 통해 놀라운 경험을 만들고, 맞춤형 시나리오를 제공하며, 햅틱 피드백을 통해 독립적인 학습을 할 수 있다는 것을 보여주는 예시이다. 이러한 VR 시스템은 교육 도구로서 충분히 현실적이어야 하며, 외과 의사의 성과를 측정할 수 있어야 한다.
이 기술의 잠재적인 미래 과제는 현실적인 측면과 함께 복잡한 시나리오를 강화하는 것이다. 이러한 기술은 스트레스 유발 요인과 다른 현실적인 시뮬레이션 아이디어를 통합해야 한다. 또한, 외과 의사가 더 나은 눈-온 정밀 유도를 할 수 있도록 더 나은 AR 통합이 필요할 것이다. 마지막으로, 비용 효율성을 유지하고 풍부하게 사용할 수 있도록 하는 강력한 필요성이 있을 것이다.

## 콘서트
2020년 6월, 장미셸 자르는 VRChat에서 공연했다. 7월에는 브렌던 브래들리가 2020년 셧다운 기간 동안 라이브 이벤트 및 콘서트를 위한 무료 웹 기반 가상 현실 공간인 FutureStages를 출시했으며, 저스틴 비버는 2021년 11월 18일 WaveXR에서 공연했다. 2021년 12월 2일, 논플레이어 캐릭터는 뮤가 옴니 시어터에서 관객들이 가상 현실과 아이맥스 돔 스크린에 투영된 라이브 공연자와 상호 작용하면서 공연했다. 메타의 푸 파이터스 슈퍼볼 VR 콘서트는 Venues에서 공연되었다. 포스트 말론은 2022년 7월 15일부터 Venues에서 공연했다. 메건 디 스탤리온은 2022년 내내 AMC 극장의 AMAZE에서 공연했다.
2021년 10월 24일, 빌리 아일리시는 오큘러스 Venues에서 공연했다. 팝 그룹 이매진 드래곤스는 2022년 6월 15일에 공연했다.

## 우려 및 과제

### 건강 및 안전
가상 현실에는 건강 및 안전에 대한 많은 고려 사항이 있다. 가상 현실의 장시간 사용으로 인해 여러 가지 원치 않는 증상이 발생했으며, 이로 인해 기술 확산이 늦어졌을 수 있다. 대부분의 가상 현실 시스템은 발작, 어린이 발달 문제, 넘어짐 및 충돌 경고, 불편함, 반복 스트레스 손상, 의료 기기 간섭을 포함한 소비자 경고와 함께 제공된다. 일부 사용자는 간질 병력이 없거나 이전에 실신이나 발작을 겪은 적이 없더라도 VR 헤드셋을 사용하는 동안 경련, 발작 또는 실신을 경험할 수 있다. 4,000명 중 1명, 즉 0.025%가 이러한 증상을 경험할 수 있다. 멀미, 눈의 피로, 두통, 불편함이 가장 흔한 단기적인 부작용이다. 또한, 가상 현실 헤드셋의 무거운 무게 때문에 어린이의 경우 불편함이 더 흔할 수 있다. 따라서 어린이에게는 VR 헤드셋 사용을 권장하지 않는다. 환경과의 물리적 상호 작용에서 다른 문제가 발생할 수도 있다. VR 헤드셋을 착용하는 동안 사람들은 실제 환경에 대한 인식을 빠르게 잃고 실제 물체에 걸려 넘어지거나 충돌하여 부상을 입을 수 있다.
VR 헤드셋은 화면이 있는 모든 기술과 마찬가지로 정기적으로 눈의 피로를 유발할 수 있다. 이는 사람들이 화면을 볼 때 눈을 덜 깜빡여 눈이 더 건조해지기 때문이다. VR 헤드셋이 근시를 유발할 수 있다는 우려가 있었지만, VR 헤드셋이 눈 가까이에 있어도 표시되는 이미지의 초점 거리가 충분히 멀다면 반드시 근시를 유발하지는 않을 수 있다.
가상 현실 멀미 (사이버 멀미라고도 함)는 가상 환경에 노출될 때 멀미 증상과 유사한 증상이 나타나는 것이다. 여성은 남성보다 헤드셋 유발 증상에 훨씬 더 많이 영향을 받으며, 각각 약 77%와 33%의 비율을 보인다. 가장 흔한 증상은 일반적인 불편함, 두통, 위 불편감, 메스꺼움, 구토, 창백함, 발한, 피로, 졸음, 방향 감각 상실, 무관심이다. 예를 들어, 닌텐도의 버추얼 보이는 "어지러움, 메스꺼움, 두통"을 포함한 부정적인 신체적 영향으로 많은 비판을 받았다. 이러한 멀미 증상은 보고 있는 것과 신체의 나머지 부분이 인지하는 것 사이의 단절로 인해 발생한다. 전정계, 즉 신체의 내부 균형 시스템이 눈을 통해 시각적 입력에서 예상하는 움직임을 경험하지 못하면 사용자는 VR 멀미를 경험할 수 있다. 이는 VR 시스템의 프레임 레이트가 충분히 높지 않거나, 신체의 움직임과 화면상의 시각적 반응 사이에 지연이 있을 때도 발생할 수 있다. 약 25~40%의 사람들이 VR 기기를 사용할 때 어떤 종류의 VR 멀미를 경험하기 때문에 기업들은 VR 멀미를 줄이는 방법을 적극적으로 모색하고 있다.
수렴 조절 갈등 (VAC)은 가상 현실 멀미의 주요 원인 중 하나이다.
2022년 1월 월스트리트 저널은 VR 사용이 다리, 손, 팔, 어깨 부상을 포함한 신체적 부상을 유발할 수 있다는 것을 발견했다. VR 사용은 목 부상(특히 경추 손상)을 초래하는 사건과도 관련이 있었다.

### 가상 현실 속 어린이 및 청소년
아이들은 VR에 대한 인식이 점차 높아지고 있으며, 미국의 경우 2016년 가을 (40%)부터 2017년 봄 (19%)까지 VR에 대해 전혀 들어보지 못한 어린이의 수가 절반으로 줄었다.
2022년 파이퍼 샌들러의 연구 보고서에 따르면, 미국 십대 중 VR 장치를 소유한 비율은 26%에 불과하며, 5%는 매일 사용하고, 십대 헤드셋 소유자의 48%는 "거의" 사용하지 않는 것으로 나타났다. VR 헤드셋을 소유하지 않은 십대 중 9%는 구매할 계획이며, 설문 조사에 참여한 십대의 50%는 메타버스에 대해 확신이 없거나 전혀 관심이 없으며, VR 헤드셋을 구매할 계획이 없는 것으로 나타났다.
연구에 따르면 어린 아이들은 성인과 비교하여 몰입형 VR에 인지적, 행동적으로 성인과 다르게 반응할 수 있다. VR은 사용자를 미디어 콘텐츠에 직접 배치하여 아이들에게 매우 생생하고 현실적인 경험을 제공할 수 있다. 예를 들어, 6-18세 어린이는 19-65세 성인보다 가상 환경에서 더 높은 수준의 존재감과 "현실감"을 보고했다.
어린이의 VR 소비자 행동 또는 어린이에게 미치는 영향, 그리고 미성년 사용자에게 관련된 윤리적 행동 강령에 대한 연구가 특히 필요하다. VR 포르노 및 폭력적인 콘텐츠의 가용성을 고려할 때 더욱 그렇다. 비디오 게임의 폭력에 대한 관련 연구는 미디어 폭력 노출이 태도, 행동, 심지어 자아 개념에도 영향을 미칠 수 있음을 시사한다. 자아 개념은 특히 청소년에게 핵심 태도 및 대처 능력의 주요 지표이다. 폭력적인 VR 게임 관찰 대 참여에 대한 초기 연구는 생리적 각성 및 공격적 사고는 VR 게임 관찰자보다 참여자에게 더 높았지만 적대감은 그렇지 않다는 것을 시사한다.
어린이가 VR을 경험하는 것은 가상 세계에 대한 생각을 유지하면서 물리적 세계를 경험하는 것을 동시에 포함할 수 있다. 매우 현저한 감각적 특징을 가진 몰입형 기술의 과도한 사용은 어린이의 물리적 세계 규칙을 유지하는 능력을 저해할 수 있으며, 특히 물리적 세계의 물체 위치를 차단하는 VR 헤드셋을 착용할 때 더욱 그렇다. 몰입형 VR은 사용자에게 현실을 재현하거나 물리적 세계에서는 불가능하거나 위험한 시나리오를 만들 수 있는 다감각적 경험을 제공할 수 있다. 처음 VR을 경험하는 10명의 어린이를 관찰한 결과, 8-12세 어린이는 친숙한 상황(예: 아이들은 작업 시뮬레이터의 주방 환경에서 노는 것을 즐겼음)에서 VR 콘텐츠를 탐색할 때 더 자신감을 보였으며, 불을 붙이는 것과 같이 현실에서는 허용되지 않는 활동을 통해 규칙을 어기는 것을 즐겼다.

### 프라이버시
디지털 프라이버시 문제는 VR 플랫폼과 관련이 있다. 모든 VR 시스템에 필요한 지속적인 추적은 개인의 행동, 움직임 및 반응에 대한 정보 수집을 포함한 대규모 감시에 특히 유용하고 취약하게 만든다. 가상 현실 헤드셋의 표준 기능이 될 것으로 예상되는 시표 추적 센서의 데이터는 사용자의 민족성, 성격 특성, 두려움, 감정, 관심사, 기술, 신체 및 정신 건강 상태에 대한 정보를 간접적으로 드러낼 수 있다.
VR 기술의 특성상 사용자로부터 광범위한 데이터를 수집할 수 있다. 여기에는 사용자 이름 및 계정 정보와 같은 명백한 정보뿐만 아니라 물리적 움직임, 상호 작용 습관, 가상 환경에 대한 반응과 같은 더 개인적인 데이터도 포함된다. 또한, 고급 VR 시스템은 음성 패턴, 눈 움직임, VR 경험에 대한 생리적 반응과 같은 생체 데이터를 캡처할 수 있다. 가상 현실 기술은 시작 이래로 상당한 발전을 이루어 틈새 기술에서 주류 소비자 제품으로 변화했다. 사용자 기반이 성장함에 따라 이러한 시스템이 수집하는 개인 데이터의 양도 증가했다. 이 데이터는 VR 시스템을 개선하거나, 개인화된 경험을 제공하거나, 마케팅 목적으로 인구 통계학적 정보를 수집하는 데 사용될 수 있다. 그러나 사용자 명시적 동의 없이 데이터가 저장, 공유 또는 판매될 때 상당한 프라이버시 문제가 발생한다.
EU의 일반 데이터 보호 규칙 (GDPR) 및 미국의 캘리포니아 소비자 프라이버시법 (CCPA)과 같은 기존 데이터 보호 및 프라이버시 법률은 VR에 적용될 수 있다. 이러한 규정은 기업이 데이터를 수집하고 사용하는 방법을 공개하도록 요구하며, 사용자에게 개인 정보에 대한 일정 수준의 통제권을 부여한다. 이러한 규정에도 불구하고 VR에서 프라이버시 법률을 집행하는 것은 기술의 글로벌 특성과 수집되는 방대한 양의 데이터로 인해 어려울 수 있다.
프라이버시 문제에 대한 역사로 인해, 메타 플랫폼스 (구 페이스북)의 VR 시장 참여는 자체 플랫폼에 특정한 프라이버시 우려로 이어졌다. 2020년 8월, 페이스북은 오큘러스 제품이 페이스북 소셜 네트워크의 이용 약관 및 개인 정보 보호 정책에 따르게 될 것이며, 미래의 오큘러스 헤드셋 모델과 2023년 1월부터 모든 기존 모델 (별도의 오큘러스 계정 시스템 폐지를 통해) 사용에 페이스북 계정이 필요할 것이라고 발표했다. 이 발표는 오큘러스 헤드셋과 페이스북 데이터 수집 및 정책 (페이스북 실명 정책 포함)의 의무적 통합, 그리고 사용자 계정이 정지될 경우 하드웨어 사용을 방지하는 것에 대해 비판을 받았다. 다음 달, 페이스북은 규제 기관의 새로운 정책이 GDPR 위반이라는 우려로 인해 독일에서 오큘러스 제품 판매를 중단했다. 2022년에 이 회사는 나중에 별도의 "메타 계정" 시스템을 구축했다.
2024년 시카고 대학교 연구원들은 메타 퀘스트의 안드로이드 기반 시스템 소프트웨어에서 보안 취약점 (감염된 앱을 삽입하기 위해 "개발자 모드"를 활용)을 시연하여 사용자의 로그인 자격 증명을 획득하고 온라인 뱅킹 세션 중에 허위 정보를 삽입할 수 있음을 보여주었다. 이 공격은 연구 환경 외에서는 실행하기 어렵다고 여겨졌지만, 대상자를 피싱, 인터넷 사기, 그루밍과 같은 위험에 취약하게 만들 수 있다.

## 같이 보기
- 완전몰입 가상현실(full-immersion virtual reality, FIVR)
- 증강현실(AR)
- 통 속의 뇌(BIV/BIJ)